# Run for money 逃走中
『run for money 逃走中』（ラン・フォー・マネー とうそうちゅう）は、フジテレビ系列で2004年（平成16年）から不定期に放送されているゲームバラエティ番組。通称は「逃走中」、ロゴや番組内では「RFM」が略称として用いられる。本項目では『クロノス』『ジャンプ!○○中』についても述べる。

## 概要
早朝の街中や、番組が借り切ったテーマパークやショッピングセンター等を舞台にして大規模な鬼ごっこを行う。基本的に単発放送ではあるが、2007年4月 - 9月は『クロノス』にて計4回、同年10月 - 2008年3月は『ジャンプ!○○中』の1企画として計5回放送された（詳細については、それぞれの項目を参照。）。2012年からは『クロノス』および『ジャンプ!○○中』で放送された『護衛中』を発展させた派生ゲームとなる『battle for money 戦闘中』の放送が開始されており、時期によっては当番組と並び2週連続で放送することもあった。
チーフプロデューサーの笹谷隆司も、2022年に出版された書籍の中で「鬼ごっこの鬼に追いかけられる、怖いけど楽しい感覚を思い出しました」と、この当番組が鬼ごっこをきっかけに誕生した旨を証言している。当番組はフォーマットとしては各種スポーツを参考にしており、リアルタイム風の演出として、当番組放送中はタイマーが画面右下にほぼ常に表示されている。
当番組初期では、深夜帯やプライムタイムに放送していたが、『ジャンプ!○○中』第1回では、初めて「プライムゴールデンタイム」と呼ばれる午後10時台で放送された。第7回は初めて全面ゴールデンタイムでの放送、第15回以降は放送時間が拡大され、「カスペ!」枠や週末など曜日は不定ながら、ゴールデンタイムでの放送が定着していった。第30回以降は、土日・祝日のゴールデンタイムに固定して当番組が放送されている。
2009年12月3日にはアジア版国際エミー賞と呼ばれる「アジアン・テレビジョン・アワード2009」のゲーム・ショー部門を受賞、2010年には、第38回国際エミー賞のリアリティ・バラエティ部門にノミネートされ、ギャラクシー月間賞を受賞。2012年には、US国際フィルム&ビデオフェスティバルにて3等を受賞した。
2014年には、放送開始10周年を迎え、「10周年記念ゲーム」として、「2つのエリアによる同時開催」「個人戦・チーム戦の2連続ゲーム」が実施された。2019年には、放送開始15周年を迎え、「15周年記念プロジェクト」が、2019年4月1日放送の『FNS番組対抗 オールスター春の祭典 目利き王決定戦』内で発表された。その後、8月13日の記者発表会にて、「一般公募による逃走者の募集」「歩数連動型ゲームアプリのリリース」「ノベライズ本の刊行」などの情報が発表された。
2022年11月15日には、地上波放送よりもさらにスケールアップが図られた「Run for the Money 逃走中 Battle Royal」が、Netflixにて全世界独占配信された。フジテレビ系列の地上波放送・BS放送以外で当番組の新作が配信されるのは初となる。
2022年12月31日には、当番組初の大晦日・過去最長で放送された。この2022年大晦日の番組最後では、「生逃走中」として生放送で実施された。同日、『逃走中』のアニメ化作品である「逃走中 グレートミッション」の制作が東映アニメーションから発表された。また、翌2023年12月31日にも2年連続となる大晦日かつ初の年またぎ（年越し）の形で放送された。また、前年同様年越し前後に「生逃走中」が生放送で行われた。
2024年6月26日をもって、当番組は放送開始20周年を達成した。放送開始21年目の2024年7月19日には、当番組初の実写映画化となる『逃走中 THE MOVIE:TOKYO MISSION』が公開された。

## ルール・用語

### 基本ルール
一般的な鬼ごっこと同様、「逃走者」が「ハンター」と呼ばれる鬼から逃げる事が根幹的なルールである。ハンターに触れられた逃走者は「確保」となり失格となる。制限時間いっぱい逃げ切ることが出来れば「逃走成功」となり、賞金を獲得できる。ゲームの残り時間がゼロになる前に、逃走者全員が確保や自首でゲームから離脱した場合は「ゲームオーバー」となる。
- ゲームは設定された時間で行うが、オープニングゲームや、ゲーム開始直前におけるハンター放出猶予時間は含まない。特定の時間に、新ルールが通知されることもある。
- エリアドラマ導入後は、ゲームタイマーとエリア内の時間経過が連動しており、ゲームタイマーが停止している場合には、エリア内の登場人物の動きも停止する（逃走者とハンターのみ、エリア内を動くことができる）というギミックが追加されている。
- 確保・自首が発生した場合、該当者・確保されたおおむねの位置（第14回まで）・残存者の数が、即刻メールによって逃走者全員に通知される。確保者は、ゲーム終了までエリア内に設置された牢獄に収監される。ただし、敗者復活ゲームなどによって、確保者が復活権を獲得すれば、本戦に復活できる。自首者は、ゲーム終了まで牢獄付近の外で待機する。
- ゲーム中は「賞金単価」が1秒経過ごとに積み立てられ、逃走成功した場合は、積み立てられた賞金全額を獲得する。ただし、確保・強制失格の場合、逃走者の獲得賞金はゼロとなる。なお、確保されても、一部のミッション結果やゲーム結果によって、別途賞金を獲得することもある。現在の金額はスマートフォンに表示される（番組開始初期は残り時間表示タイマーと地図裏側に書かれた対応表での参照や、携帯とは別の腕時計に表示されていた）。

### 逃走者
- 芸人、タレント、俳優、アーティスト、アイドル、スポーツ選手などの著名人が「逃走者」として参加する。逃走者として参加する出演者のジャンルは時代が下るにつれ、声優、YouTuber、インフルエンサー、キッズ層への人気の高まりから、中学生以下の逃走者（通称「キッズ逃走者」）、事前の応募・オーディションによる視聴者（通称「一般逃走者」）の参戦も行われている。
- 原則として逃走者それぞれの完全な個人戦としてゲームが行われるが、ゲーム状況やルールによっては逃走者同士の協力・競争・敵対する場合もある。

逃走者に対しては、基本的に以下のアイテムが支給される。
- 携帯電話[注 6]：スマートフォン/ゲーム内名称「モバイル」。第30回まではフィーチャーフォン（ガラケー）が使用されていた。第8回からは装着されたアームバンドに収納可能。ミッション通知や、確保情報・自首情報がメールで届く他、他の逃走者との連絡手段として、通話・メール・チャット（第39回より）が使用できる。留守番電話設定・カメラによる写真や、動画撮影及びQRコードの認証・ゲーム残り時間と賞金額の表示（第31回より）なども可能。確保者・自首者などゲームに直接関わっていない者は、メール受信以外の使用は基本的に禁止[注 7]。マナーモードは原則不可。
- 地図：逃走エリアの地図。ゲーム進行により、逃走エリアの拡大・縮小が発生した場合は、それぞれ対応版の地図に差し替えられる。
- 衣裳：基本的に容易に判別がつくような明るい色が多く使われており、第5回からは全ての逃走者に対し、ケガ防止のためのヘッドギア・肘と膝のプロテクターも着用する。自前の衣装で参加する逃走者も稀に存在するが、その場合でもその衣装の上からヘッドギア・肘と膝のプロテクターを着用する。また、FNS27時間テレビ内でのFNS逃走中や一部回の逃走者（アスリート、一般逃走者、キッズ逃走者など）に対しては名前などが記されたゼッケンを着用する。
- 腕時計：第30回までは、ゲームの残り時間を表示するために装着されていた。第9回以降は、賞金額の表示機能も加わっていたが、携帯電話にこの機能が移ってからは廃止された。
- ポーチ：第34回から第42回まで登場。腰に装着し、アイテム収納や仕掛けなどとして機能する。
- プレイヤー用小型カメラ（逃走者アイ）：第37回から第39回、第62回で登場。逃走者の中から1人、もしくは逃走者数名が装着し、後述の「ハンターアイ」と同様に逃走者の目線を映す。

ゲーム中は各逃走者に原則1名ずつ、カメラマン及びディレクターが同行し、逃走者へのサポートや運営への連絡・進行を行う。

### ハンター
- 逃走者を追うのは、「黒のサングラス（通称「ハンターサングラス」。ここに追跡対象の情報が記録されているという設定）」「黒いスーツ」を着用した[注 8]「ハンター」。スプリンターの脚力とマラソンランナーの持久力を併せ持つアンドロイドであり、喋ったり確保された逃走者とのやり取りも行わず、ハンターを数える単位も「体」と表現される。ゲームスタート時に一定数のハンターが起動し、以後はミッションの結果や通達次第でハンターが増減する。
- 通常、待ち伏せはせずにエリア内を巡回し、逃走者の位置を直接、間接問わず一瞬でも視認する・逃走者の声やモバイルの着信音、アラームなどを聴く・特殊な方法で通知を受けるなどして確認すると、見失うまで逃走者を追跡する。ゲーム内で定められたアイテムを使用してのハンターの阻止は可能だが、それ以外の実力行使でのハンターを阻止する行為は禁止されている。ハンターは一度に2人以上の逃走者を追跡しても、どちらか逃げ遅れたもしくは視界に入っている逃走者1人を標的とする。
- 捜索する対象は逃走者のみで、失格などでゲームを離脱した逃走者や、逃走者に付き添うスタッフなどを見つけても反応しない（撮影スタッフは衣装が統一されており、逃走者に付き添うスタッフと同じ格好のフリーカメラマンやスタッフがエリアに多数いる為、容易に判別をすることができない）。
- ハンターの所持品は、主に腕時計・本部との通信用小型イヤホン・ハンターの目線を映す小型カメラ「ハンターアイ」（第22回から画面上に追跡中の逃走者の名前が英語で表示される）。第47回からジャケットの襟部分に、クロノス社のロゴがあしらわれた銀バッジ（ハンターピンズ）が追加された。
- 第50回からは新型コロナウイルス感染拡大防止策を行っている。専用開発の呼気バルブ付きマスク（ハンターマスク）と、合皮製手袋（ハンターグローブ）を着用。NETFLIXと第61回以降は合皮製手袋は外しているが、第62回と映画版を除き呼気バルブ付きマスクは引き続き着用。

ハンターボックス
第6回から登場する箱。1個の箱につきハンター1体が入っているものが基本だが、建物の一角にハンターが複数入った巨大な檻が登場することもある。いずれも条件を満たすと、扉が開いてハンターが放出される。追加投入に使われる場合、ミッションなど特定の方法で「封印」してハンター放出を阻止したり、時間経過以外の方法で扉が開くなどの場合もある。
ハンターヘリ
ヘリコプター1台につき数体、もしくは、定数のハンターが乗っており、発見した逃走者の位置を地上のハンターに通報したり、指定箇所に着陸してハンターを放出する。通報・放出以外で撮影のためなどにヘリを使う場合もある他、ボートやホバークラフトなどの船、鉄道（ハンタートレインと呼ばれる）、リムジン（ハンターリムジンと呼ばれる）なども使われる。
通報部隊
ミッションなどによって追加される部隊。直接逃走者の確保はできないものの、通報部隊はハンターと同様にエリア内を捜索し、逃走者を見つけ次第、笛・太鼓・銅鑼といった楽器でハンターを呼び寄せ、ハンターに音で逃走者の位置情報を通達する。ゲームマスターによって、投入される専用部隊の他、エリア内の住人や忍者・同心などが通報部隊となって動く場合もある。通報部隊は強制投入された上に排除する方法がなく、ゲーム終了まで通報部隊がいる場合や、特定の条件を満たすことで通報を免れることができたり、ミッションクリアで通報部隊を排除することもできる。
新型ハンター
通常のハンターとは異なる特殊な性能を持つハンター。いずれのハンターも通常のハンターと同様、「確保」されれば失格となる。
キッズハンター
第49回に「キッズハンターゾーン」に初登場したハンター。通常のハンターと比べて劣るものの、キッズハンターは背が低いため視認が難しい。また、投入数が多いため、逃走者がキッズハンターの視界から外れることが極めて難しい。
レディースハンター
第49回に「レディースハンターゾーン」に初登場したハンター。通常のハンターよりは劣るものの、女性逃走者相手では脅威となるスピード、スタミナを兼ね備える。服装は中国版『全員加速中』に登場したタイプと違い、通常のハンターと同様になっている（アメリカ版『Cha$e』に基づいている）。
パルクールハンター
第49回に「パルクールハンターゾーン」に初登場したハンター。パルクールの技術に特化したハンター。パルクールハンターと対決するハンターゾーン内には様々な障害物があり、逃走者はそれらの障害物を利用しながら逃げる必要がある。
パワースーツハンター
第51回に初登場したハンター。パワースーツハンターはパワードスーツで武装しており、腕が長くリーチがあるが機動力は低い。なお、第66回は「大型ハンター」として後述する石井慧ハンターとともに登場している。
擬態ハンター
『Battle Royal』で初登場したハンター。擬態ハンターの性能自体は通常のハンターと変わらないが、老婆などの一般人（エキストラ）に擬態している。擬態ハンターは、逃走者から話しかけられると正体を現し逃走者を追跡する。
メダリストハンター・オリンピックハンター
第59回、第63回に登場したハンター。第59回ではジャスティン・ガトリン（アテネ五輪男子100m金メダリスト）、エリック・ワイナイナ（シドニー五輪男子マラソン銀メダリスト）、サンディ・モリス（リオ五輪女子棒高跳び銀メダリスト）が、第63回ではベン・ジョンソン（ソウル五輪男子100m元金メダリスト）、アサファ・パウエル（リオ五輪男子4×100mリレー金メダリスト）がハンターとして登場した。ゲストによるハンターはアメリカ版『Cha$e』以来の登場となる。
27時間テレビスペシャルハンター
第61回に初登場したハンター。ミッション中は、逃走者には「27時間テレビスペシャルハンター」としか言及されていない。ミッション終了後に、その「27時間テレビスペシャルハンター」の正体がナダル、ZAZYによるハンターであると明かされた。そのうちナダルは、第65回にもナダルハンターとして登場している。
高校生ハンター
第65回に登場したハンター。全国大会出場経験有のサッカー部キャプテンがモデルとなっている。ハンターサングラスとハンターアイは装着しているが、服装は学校の制服のままである。
石井慧ハンター
第66回に登場したハンター。名前のように石井慧が、ハンターゾーンに、前述した大型ハンターのうちの一体として登場。高校生ハンターのように、ハンターサングラスとハンターアイは装着しているが、服装は格闘をするときのような服のままである。

### エリア
- 早朝の街中や貸切った施設・敷地のうち、指定の範囲内が「エリア」として設定され、この中でゲームが行われる。基本は屋外だが、入場可能な建物内も同様の扱いで、逃走者・ハンター双方が立ち入ることができる。また、ミッションの結果により、拡大・縮小・新エリアの出現など、エリアが変動する場合もある。屋内では、エレベーターの使用が可能な場合もある。エスカレーターは一部の回を除いては原則停止しており、階段として使用できる。
- エリア外・無許可の建物・地下・私有地内の立ち入り、公道での交通法規違反を行った逃走者は失格となる。現在このルールが厳格に適用されて失格になった逃走者は存在しないが、私有地やエリア外とは知らず侵入して、注意を受けている逃走者は存在する。ハンターはエリア内で逃走者を確認できても、渡れない通路間（車道・赤信号・川・水路など）では逃走者を追跡しない。街中でゲームが行われる場合は、基本的に番組側が依頼した警備員や誘導員が主要エリアやエリア端などにあらかじめ控えており、これにより逃走者に対してエリアの位置、エリア内外を教えている役割を担っている。

ハンターゾーン
エリアの一角にある、ゲート（出入口）で仕切り分けられているゾーン。壁などで仕切られた極めて狭い区域に、平均で2-3体のハンターがいる。ハンターゾーンに居るハンターはゲートを通過せず、通常エリアにそのハンターゾーンに居るハンターが流出することはない。このほかにもダミーハンターなど、ハンター以外のものが障害物としてこのゾーン内に存在している場合もある。一部の回によっては、ゲートは入口側からしか開けられない仕様になっているものもある。

### 自首
- 逃走者はゲーム途中で「自首」を申告することも可能。エリア内にある公衆電話、もしくは、番組が設置した「自首用電話」から逃走者が本部に自首を申告した時点で成立となり、その時点での賞金を獲得してゲームから離脱することができる。自首方法は、上記以外にも「番組が設置した自首ボタンを押す」「特定の人物に『自首願』を提出する」といった特殊な方法がとられた回もある。後者の『自首願』の場合は、逃走者が概ねの定型文に沿って、『自首願』を書いて提出する必要があった為、時間がかかる作業が必要となる場合があった。

### ミッション
- 第2回から登場。逃走者に対して、ノルマや目標が提示され、ミッションをクリア（時間制限がある場合、時間内にクリア）できれば、「賞金単価アップ」「エリア拡大」などの特典が得られる一方、ミッションを失敗した場合には、「ハンター放出」「エリア封鎖」などのペナルティが発生する。
- ミッションの内容は原則として逃走者の携帯にメールで通知される。1人でも達成可能なものから複数人による協力が必要なものまで規模は様々。また、専用のアイテムを使用する場合もあり、スタッフからの支給やエリア内で手に入れる必要がある。
- ミッションは、エリアの移動や強制失格など「ゲームを続ける上でクリアが必須なミッション」を除いては任意参加となっており、動くことによる体力の消耗やハンターに見つかるリスク等を加味し、逃走者は参加・不参加を判断してもよい。ただし、指令によっては、重要な部分が隠されて通知され、実際にミッションの場所に行き、初めて詳細な説明を知ることがある。クリアするためには、体力・判断力・逃走者間の連携力やチームワークだけでなく、知識・ひらめき・運・タイミングなど様々な要素も要求される。

### そのほかの要素
「オープニングゲーム」
第8回から第42回（一部回を除く）で導入されたイベント。ゲームを開始する前に逃走者全員がハンターボックスの前へ集まり、逃走者が1人ずつオープニングゲームに挑戦。オープニングゲームをクリアすれば、ゲーム開始前に先にエリア内に逃げることができたり、ハンター放出まで一定の猶予を持った状態で逃走者全員がスタートできるが、失敗した場合は、ハンターボックスからハンターが開放され即ゲームスタート。つまりハンターボックスの目の前で、逃走者が1人ずつチャレンジを行うため、失敗した逃走者は確保の危険性が非常に高くなる。
登場したゲームは下記の3タイプ。
- ロシアンルーレット方式で、ハンターボックスに繋がっていない鎖を引き抜く「鎖引き」
- サイコロを振って、ハンター放出となる「ハンターの目」以外の目を出し続け、一定以上の数値の達成を目指す「サイコロ」
- 指定した時間を逃走者の体内時計で計測し、指定時間内に収める「体内時計」

また、上記とは違う形の「オープニングゲーム」が行われた回もある。違う形の「オープニングゲーム」が行われた例として、下記に記載する。
- 本戦スタート前にミッションを行い、制限時間内に追加ハンター放出を阻止する。
- 本戦スタート前にミニゲームを行い、本戦スタート時のハンターの数を決定する。

「通達」
第2回から登場。ミッション以外の本部からのメールの総称。指令同様に逃走者全員の携帯に通知される。またゲーム内の設定として、携帯が使用できない場合に放送によって通達及び指令が行われた例もある。主に「アイテムの通知」や「ハンター強制投入」など強制力のあるものや任意参加な物が総称される。
「依頼」
第16回から登場。基本的に各逃走者にはメールなどでは通知されない。エリア内のエキストラなどから直接逃走者に頼まれる。達成後の報酬などは、実行・達成するまでわからない。逃走者には知らない形でエリアドラマパートとリンクする、若しくはストーリーに大きな影響を及ぼす形で進行する場合もあり、その場合はゲーム展開に大きな影響を及ぼすことになる。
「特別戦」
状況によって、通常とは違う特殊ルールが発生することがある。ゲームを一時停止し、確保者が本戦復活を目指す「復活ゲーム」や、賞金上乗せを賭けた「ボーナスステージ・ボーナスミッション」など、ゲーム中・ゲーム後に行われるものや、参加者を2組に分け、オープニングゲームの結果で、1stステージから通しで参加するプレイヤー（先発グループ）と、2ndステージから参加するプレイヤー（シードグループ）に分けられる「2ステージ制」、同様に2組に分け、離れた2つの場所で同時にゲームに挑戦する「10周年記念ゲーム」など、ゲームルールそのものが通常と違う形をとるものとなるものもある。
「アイテム」
主にミッションなどで使用される。対応したアイテムを支給されたり、エリア内から入手することが出来る。所持者が確保された場合、「完全に消滅する」「確保地点にドロップされ、他の逃走者が拾得できる」「牢獄まで持ち込むことができ、残存者に渡すこともできる」など、ルールは回ごとに異なる。

## 舞台設定

### エリア
第13回から第42回のほぼ全ての回でエリアに独自の世界観が設定されており、それに伴いゲームの内容も一部リニューアルされた。
日光江戸村・ハウステンボスなどの貸切った施設を用いた回では、「江戸の町（日光江戸村、房総のむら）」「とある王国（ハウステンボス）」などの歴史・舞台背景が現代と違うものや「無人のショッピングモール（イオンレイクタウン、iiasつくば）」「逃走中専用ステージ・エリア01（美浜タウンリゾート・アメリカンビレッジ）」といった設定で逃走を行うという形になり、場所や地名、建物の名前に関しても独自に設定され、エリア内には「住人」として多くのエキストラが登場する。また、一部の住人や重要人物として逃走者以外のタレントや俳優も登場し、逃走者の手助けやミッション遂行の重要人物として逃走者と接触する。住人からは上記の「頼み事」がされる事もあり、それによってアイテムの獲得や後に有利な特典を受ける事もある。また街中を使っての逃走の場合、貸切時より規模は小さいものの「特定の場所に様々な伝説や謂れがある」という設定の下、ゲームが行われる。
放送中には随時、設定と連動した「ミニドラマ」が挿入され、それに対応したミッションや通達が発動。その成否によって再びドラマが進行するという形になっている。
同じロケ地を「時代の異なる同じ場所」と扱う事もあれば、違うロケ地を「時間が経った同じ場所」として扱う事もある。

### クロノス社
第15回以降、「未来世界にて『クロノス社』がショーとしてゲーム放送を開催している」という設定が加えられた。当初は番組の開始・終了時やミッション発令時にその様子が映し出されるのみであったが、第22回以降は完成したハンターを使用した本格的なショーとしての開催と、ハンターを巡る陰謀劇に関するドラマが展開されるようになった。なお、第42回から第50回までは第37回から第41回の放送の際に使われたミッション発動時の映像のみが流用されており、ストーリーに進展が見られなかった。
あらすじ
- 2011年度

西暦2500年、生存に適さない環境になった地球を脱出した人類は新たに月面を居住の地として生活をしていた。そして西暦2900年、巨大企業クロノス社の月村サトシは追跡アンドロイド「ハンター」を開発。エンターテイメントショー『逃走中』を開催し、人々を熱狂させていた。
しかしその裏で「ハンターX計画」という謎の計画が進行していることが判明。月村は上司の高月ハンゾウや上級分析官の竹取カレンの協力もあり、幹部の有明リョージが計画の関係者である事と、その計画の内容が人間たちをハンターに改造する事で軍隊を形成し、月面全てのコロニーを侵略するというものであることを突き止める。そしてその首謀者がクロノス社の総裁ではないかと推測。しかし総裁の正体は竹取であった。月村は監禁され総裁に逃走中を乗っ取られるが、ハンゾウや逃走者の協力もあり脱出し竹取を拘束し逃走中を取り戻す。しかし、総裁の悪足掻きにより、月村は襲い掛かってきた鳥型ロボットの自爆に巻き込まれ瀕死の重傷を負う。
- 2012年度

月村の治療の間、ハンゾウは自身が開発した戦闘中を開催する傍ら逃走中の開催も代行。その時、ハンゾウの元に月村宛に「逃走中アルティメット」という名のファイルが届く。治療が完了した月村は「逃走中アルティメット」が自身が計画していた過去最大スケールのゲームであることを発表。ハンゾウたちの協力もあり、逃走中アルティメットは無事成功に終わる。
- 2013年度

月村はハンゾウたちの方針によりサポートメンバーとしてゲームマスターの候補生である青山シズカと朱月サクを迎える事となる。しかしサクはヘリオス社に移籍した有明の息がかかったスパイであり、月村をヘリオス社へ拉致する。そこで月村は有明が逃走中の開催権を奪い取り、その収益で強大な軍事国家を設立し、他のコロニーを制圧するという計画を企てている事とサクの正体を知らされる。一方、ハンゾウやシズカは逃走中の開催を代行する傍ら、捜索部隊とともに月村がヘリオス社に捕らわれていることを突き止め、救助に向かう。サクの正体もシズカによって突き止められ、ゲームエリア内にまで及んだ逃走の末サクを拘束。しかしサクによってハンターが有明の元へ転送されてしまう。そして月村は有明のレーザー攻撃によって負傷するが、ハンターの悪用を防ぐためにハンターの時限爆破装置を起動。自分の命がもうない事を悟り、シズカに逃走中を託し自身のコントローラーを用いてその場から避難させる。その後ハンターは自爆し、月村の生体反応は消滅する。
- 2014年・2015年度

有明の計画は阻止する事に成功したが月村のいない中逃走中を開催するハンゾウとシズカ。その時、シズカは月村が以前より計画していた「10周年記念ゲーム」というプロジェクトのファイルを発見。シズカは壮大なスケールのプロジェクトを遂行できるのかどうか不安に陥るも、ハンゾウによって派遣されてきた月村の兄である如月カケルの協力もあり10周年記念ゲームを無事成功に終える。その裏で、如月は自爆したはずのハンター1号機の復元を進めており、後にミッションアンドロイドとして復活させる。
- 2020年度以降

シズカが正式に逃走中ゲームマスター兼戦闘中ゲームマスターに昇格し、新型ハンターや新ゲームを用いたミッションを展開させていく。

#### 登場人物
全員が苗字に月の文字を含む（月村・高月・如月など）か、月に関する単語（竹取物語・有明や青山の静かの海）になっている。
※（）内は登場回
月村サトシ（第15回 - 第36回、戦闘中 第2回 - 第5回）
演：細田善彦（幼少期：鈴木福（第38・39回））
逃走中の開発者兼ゲームマスターであるクロノス社の若き天才科学者。第15回から第21回まではフードを被って登場し、第22回で初めて素顔を明かした。第25回では逃走エリアにも出現し、この際逃走者の何人かが実際に目撃している。次第に逃走者にも認知される存在となり「逃走中アルティメット」では逃走者全員の前にモニター越しで現れた。
逃走中とは元々、サトシの亡き母が「月面の人口密度過多で子供達が遊ぶ場さえない現状を改善するため、ゲームの収益を月面コロニーの環境整備に当てる」ために考案したもので、その母の志をサトシが継いでハンターを開発。第22回にて遂に完成させてゲーム開催に至り、収益はコロニーでのエネルギー開発費の一部にも回されている。
舞台設定・ミッションや通達の発令、ハンターの起動や管理は司令室のモニターもしくは装着しているコントローラーを通して全て彼が行っている。またコントローラーはゲーム制御の端末にとどまらず、逃走エリア内への瞬間移動などの機能もある（これらは他のクロノス社員の端末機能にも搭載されている）。
自身の知らない所でハンターX計画が進行している事を知り、計画阻止のためにゲームを運営しながら計画の首謀者を捕らえるために動き出し、計画の鍵となるハンターの起動方法を巧みに隠し続けていたが、第27回にて首謀者である総裁の装置により透視されて発覚し、起動に必要なペンダントと指輪、更にはコントローラーを奪われてエリア内に監禁される。その後はハンゾウと彼の密告に応じた逃走者の助力でこの窮地を脱し、起動装置を取り返してゲームの混乱を収束させたものの、総裁である竹取が仕掛けた鳥型ロボットに襲われて瀕死の重傷を負い、その際にコントローラーも破壊された。
その後、リカバリープランにより一命を取り留め、後に新しいコントローラーを装着して復帰、自身が考えていた「逃走中アルティメット」についての構想を発表し、無事に開催して成功を収める。
アルティメット終了後はハンゾウに派遣された二人のゲームマスターに対し、上司として技術を教える役目を担う。しかし、社内の一員だったはずの警備兵に捕まって行方不明となりヘリオス社内に捕われてしまう。その事を知ったシズカが救出にやってきたが、有明の計画でハンター1号機が目の前に転送され、自身はレーザー攻撃によって深手を負う。その後、この体ではもう助からず、ゲームマスターを続ける事も不可能である事を悟り、ハンターがヘリオス社にコピーされるのを防ぐためにハンターの時限爆破装置を起動させて後をシズカに託そうとコントローラーを渡しクロノス社へと転送。自らはハンター1号機と運命を共にし、爆発と共に生体反応が無くなった。
ノベライズ本とアニメ版『グレートミッション』にもクロノス社のゲームマスターとして登場する（声 - 浪川大輔）が、設定が大きく異なる。
高月ハンゾウ（第24回 - 第40回、戦闘中 第1回 - 第7回）
演：高知東生
戦闘中の開発者兼ゲームマスターで、エンターテイメント部門チーフで月村の上司。苗字ではなく名前で呼ばれる事が多く「ハンゾウさん」「ハンゾウチーフ」と呼ばれる。
ハンターX計画の調査や分析官の召喚などを行い、月村に協力していたが水面下ではハンターX計画とその首謀者の正体を秘密裏に探るために正体を隠して逃走エリアに潜入したり、月村の個人ネットワークに特殊な方法でアクセスしていた。この事を知った月村からはハンターX計画に関与しているという疑いを持たれていたが、第27回では首謀者である竹取に捕らわれた月村を逃走者の力を借りて救出、これまでの不審な行動理由を月村に明かし、協力して竹取を反逆罪で捕らえた。
その後は『戦闘中』ゲームマスターとして正式開催の傍ら、月村が治療を受けている間は月村のプログラムを利用し逃走中の代理ゲームマスターとしても活動。月村復帰後は「逃走中アルティメット」にも協力した。
「アルティメット」開催後は以前のような危険が月村に及ばないようにする目的及び今後のゲームの拡大化を考え、朱月サクと青山シズカの二人を月村の部下として配属させる。しかし、これが裏目となり、有明の部下である朱月サクを月村に近づけてしまうが、後にシズカの調べでサクが有明の部下である事を知り、月村の居所を調べるためにわざとサクを泳がせ監視した。月村の生死不明後はゲームマスター代行を務めたシズカのサポートや、新たなゲームマスターとして如月カケルを呼び寄せるなど再び上司として尽力している。時々冗談を発する癖があり、助手である水無月に叱責されることもある。
過去にエリア内に登場した「忍者十代目半蔵」の末裔である事が匂わされており『戦闘中』の「忍」やミッションに恐竜を登場させるなど「忍者」や「恐竜」が好きな一面がある。
青山シズカ（第33回 - 、戦闘中 第3回 - 第6回、第10回 - ）
演：足立梨花
月村の部下として派遣された「クロノス・クリエイター・プラント」のゲームマスター候補生。明るいサクに対し、冷静な振る舞いで月村のゲーム運営技術を学ぼうとする。当初の衣装はショートパンツにサイハイブーツであったが、2019年に足立がイベントに出演した際には衣装の紛失などから新調され、ミニスカート・ロングブーツにリニューアル、第57回からは再びリニューアルされている。
月村の消息不明後は様々なデータを元に月村の捜索を行っており、その結果サクと有明の背後関係を掴む。怒りに震えセキュリティを突破し単身でヘリオス社に侵入し月村の救出に成功するが、直後に有明に捕まってしまう。月村によるハンター1号機の時限爆破装置起動後は後を託され、月村のコントローラーにより脱出させられた。その後、月村の後を継ぐ形でゲームマスターとしてハンゾウの助力を仰ぎながら逃走中を開催、如月と10周年記念ゲーム開催後はそのサポートに周っている。
当初は月村に対しても笑顔を見せなかったが、月村拉致の真相を知り憤怒したり、ハンゾウから励まされて笑顔を見せる他、10周年記念ゲーム開催の重圧に狼狽するなど感情が豊かになっている。一方、冷静な月村に対し陽気な如月には苦手意識を見せている。(ゲーム内で暴れた江頭2:50に対しても明らかな嫌悪感を見せていた。)また劇中の登場人物が繰り広げる物語をハッピーエンドの方向に向かわせるためのミッション考案に積極的であり、円滑なゲーム進行を重視している。
第51回から正式に3代目ゲームマスターに昇格。候補生時代とは性格が一変し悪女的な性格に豹変しており、新機能を持つハンターの投入や挑発的なメール文章の送信など、過去のゲームマスターと異なり冷酷かつ過酷なゲームプランを構成する事が多い。ただ、逃走者の人数やミッションの遂行状況によってはミッションの内容を易しくしたり、第58回でモバイルが使用できなくなった際には、臨時でエリアのスピーカーを利用してゲーム進行を補助するなどアドリブ力の向上や元々の彼女の常識的な人間性も垣間見せることもある。一方、バガンザのような陽気なタイプの人間に苦手意識を持つのは変わっていない。
戦闘中 第10回からは戦闘中のゲームマスターも兼務している。
如月カケル（第38回 - 第50回）
演：駿河太郎（幼少期：隆之介（第38・39回））
10周年記念ゲームより登場した新ゲームマスター候補であり、月村の兄。常に陽気な性格で、共にゲームマスターを担当するシズカにも明るく接しており、ミッションの発想も大胆である。このほか、生死不明となった月村の所有物と似た装置を装着している。小さい頃に自身が抱いたコロニー拡大の夢に弟が賛同した事が逃走中を生み出す原点となっており、生死不明となった弟の代わりとなってゲームを盛り上げる決意を固めている。第39回でハンター1号機を回収していた事が判明。第40回にてハンター1号機の復元に成功した。実質的には月村の後任の2代目ゲームマスターとして任務を任されている。月村と比べると性格は優しく、エリアに邪魔な存在が居ても放置したり逆に利用したりと比較的寛容な部分も多く見受けられる。第50回以降は登場していないが、ホームページの欄には残されている。
竹取カレン（第22回 - 第27回）
演：森口瑤子
上級分析官で、月村の母親の親友。ハンターX計画の秘密を明らかにするために高月に依頼され、その調査をするために月村に協力し、秘密ファイルの解析により計画内容を明らかにする。その後も逃走中のゲーム運営のサポートをしながら計画の真相究明やハンゾウの不審な行動を指摘するなど月村に協力する一方で、意味深な言動も見られる。
総裁
クロノス社の総裁（竹取曰く「常にマスクで顔を隠し、普段は一般社員になりすましている」）。第22回から通信越しに登場し、第24回にてマスクを被った姿を見せていた。
その正体は竹取であり、ハンターX計画の首謀者。社内の重要人物の一部を使って月村の失脚を狙う一方、自身も竹取として月村の味方を装って接近し、ハンゾウに疑惑を向けさせつつ、ハンターの起動方法を密かに調査していた。また、謎の鳥型ロボットを所有しており、第24回では月村に脅迫メッセージを送り、第27回のラストでは月村を直接襲撃している。
月村を捕縛した時は逃走中のゲームを乗っ取り、崩壊させる事でハンターX計画を実行に移そうとするが、月村達の逆襲に遭って反逆罪により逮捕。これがきっかけで社内のハンターX計画を行う反対勢力が一掃されたものの、全ての罪を竹取が1人で被ったため有明ら残党の罪が不問扱いになり、ライバル企業のヘリオス社に移り結果的に再起を許すことになる。
有明リョージ（第23回・第24回・第32回 - 第36回、戦闘中 第3回 - 第5回）
演：津田寛治
クロノス社の元幹部。出身であるコロニーは戦争によって滅ぼされており、それにより「力至上主義」を唱えるようになった。
ハンターX計画のためにゲームの妨害などをしていたが、月村と竹取によって居場所を分析され、警備兵に捕らえられそうになるもその攻撃を振り切って逃亡し、総裁に後を託して姿を晦ました。
竹取逮捕後は一度は逮捕されるが、竹取が全ての罪を被ったために証拠不十分で釈放される。その後、クロノス社のライバル企業であるヘリオス社の幹部に収まり、再びハンターを軍事利用すべく月村と敵対。ハンゾウが月村の部下を新たに配属させる計画に乗じる形で朱月サクをスパイとして送り込んだ。第36回でサクにより遂にハンター1号機を手に入れ、逃走中の乗っ取りに成功したかに見えたが月村によってハンターの時限爆破装置が起動されたために計画を中断し、その場から逃亡した。
初登場時はゲームを終えた月村を労う様子をみせたものの、「ハンターはあくまでゲームの駒」「収益はコロニー整備や資源開発」と平和的利用に拘るクロノス社及び月村に対し、それらの方法を「生ぬるい」「時間がかかる」と切り捨て、「ハンターの軍事利用」「収益を軍拡に充てる」なと強硬路線を取る他、部下のみならずアンドロイドであるハンター1号機に対しても思い入れを見せる月村に対し、自ら身を挺してハンター1号機を手に入れたサクのデータをすぐに削除し切り捨てるなど冷酷な一面を見せており、全てにおいて月村とは正反対の人物となっている。
望月ミレイ（第22回）
演：北川弘美
第22回に登場した月村の助手。月村との描写を見る限りでは、それなりの年月を助手として過ごしていたようである。ゲーム進行の手助けをしており、幹部Cから出世の約束と引き換えに月村失脚の指令を受けてメインサーバーから密かにゲーム妨害も行っていたが、最終的には月村に発覚し、口封じも兼ねて幹部Cによって送り込まれてきた警備兵に拘束された。
この事は月村にとって暫くの間トラウマを植え付けてしまっており、サクやシズカが派遣されてくるまで月村は助手を持つことに抵抗を感じてしまうようになり、一度ハンゾウに勧められた際には半ば慌て気味に拒否していた。結果的に、サクやシズカに関しても半分はハンゾウの勧めでもあった為、当人は再度助手を持つことには最後まで肯定的ではなかった。
水無月ユリエ（逃走中 第27回 - 第31回、戦闘中 第1回 - 第7回）
演：上原歩
第27回から登場したエンターテイメント部門所属であるハンゾウの助手。戦闘中に登場する戦闘アンドロイド「忍」の開発を担当しており、戦闘中に登場するバトルアイテムも開発している。また逃走中アルティメットの開催にも協力。候補生であったシズカに対しても親身に接するなどよき先輩としての一面も見せた。
ドクター（第28回・第29回）
演：梅宮万紗子
第28回と第29回に登場したクロノス社の医療スタッフ。第28回でハンゾウがドクターと呼んでおり、鳥型ロボットによって重傷を負った月村に対して回復治療を施した。
朱月サク（第33回 - 第36回、戦闘中 第3回 - 第5回）
演：冨浦智嗣
戦闘中第4回ラストより登場した月村の部下として派遣されたCCPのゲームマスター候補生だが、正体は有明が送り込んだヘリオス社のスパイ。有明と同じコロニーの出身で、戦争により家族など全てを失った孤児であり、自分を拾ってくれた事から有明に対し半ば洗脳と言えるレベルで心酔している。第36回でゲームマスターとしてゲームを行いつつ、ニセ逃走者を利用してハンター1号機を盗もうと企むが失敗、その後、自らが動いてハンター1号機を有明の元に送る事に成功するが、その直後にクロノス社の警備兵に拘束。同時に有明にデバイスのデータを抹消される形で切り捨てられた。シズカ曰く、実際は臆病で疑り深い性格であるとのこと。
兎川バガンザ（第59回）
演：大竹しのぶ
レジェンドゲームマスター。総裁まではいかないもののかなりの幹部クラスであると思われる。今まで登場した未来パートのドラマ出演者の中では最高齢と見られており、少なくとも壮年以上と思われる。裃風の制服を着用している。数々のゲームを成立させてきた「伝説のゲームマスター」として社内に語り継がれている。大晦日の大規模ゲームという事からシズカに活を入れに訪れるが、勝手にシズカに代わりゲームマスターを担当。シズカが考えたゲームプランをさらに過酷にして発令していく。しかし、「新型メダリストハンター」として用意したのがワイナイナなど年齢的なこともあるのか、知識が古い。また、思い通りに行かず周りからツッコまれると駄々をこねるように怒るなど少々面倒な性格でもあるが、それでもゲームバランスを壊さないアドリブ力やゲームの最初から伏線を張るなどレジェンドゲームマスターに相応しい力量を持つ。
若月シオン（第59回）
演：浜野謙太
クロノス社管理部スタッフ。シルクハットに燕尾服風の制服を着用している。バガンザを案内し、ゲーム進行を見守る。
幹部A・B・C（第22回）
第22回で通信越しに登場したクロノス社幹部の三名。開催に至った逃走中のゲーム全般の評価をしており、幹部Cはミレイを通して月村の失脚を目論んでいた。
ハンター1号機（01KR）（パイロット版 - 第36回、第39回 - 第41回）
演：笠原竜司
第22回（ドラマ上では第1回）のゲーム前に月村が完成させた最初のハンター。月村がゲームマスターである事をメモリーしており、この点で他のハンターと区別されているが、ゲーム内では他のハンターとは特に区別されていない。第36回のゲーム途中にサクらによってヘリオス社に転送されるが、レーザー銃から月村を守る為に有明の攻撃を受ける。その後はヘリオス社に盗用されるのを阻止する為に月村が起動させた時限爆破装置によって爆発したが、第39回にて回収されたものが如月の手で修理されている事が判明し、第40回にて修復が完了した。
ミッションアンドロイド
第40回にて修復が終わったハンター1号機が、第41回で如月によって装甲を着けられたもの。全身をアーマーで覆い、フルフェイスのヘルメットを被っている。名前の通り、ハンターとしての運用ではなくミッション等に関わる形で使われる。ゲーム内で暴れた江頭2:50をエリアから追放する際にも使用された。
エキストラ112・113（第22回）
演：カナリア（安達健太郎・ボン溝黒）
第22回にて月村の操作によりエリアに出現した一般客のエキストラの内の2人。しかし、月村の失脚の指令を受けたミレイの操作によってエリア内で「一部の逃走者のモバイルを使用不可にさせる」、「封鎖エリアから一部のハンターをエリアに流出させる」等のゲームの妨害を行ったが、最終的には月村によって消去された。
千鳥（大悟・ノブ）（第52回）
演：本人
『千鳥のクセがスゴいネタGP』とのコラボで登場し、「富裕層のVIP」としてスタジアムのVIPルームにてゲームの様子を観戦しつつ所々でゲームの展開や逃走者の言動にコメントしていた。
警備兵（第22回〜第36回、戦闘中 第4回）
クロノス社の警備を務めている。社内で不正を行っていたミレイやサクなどを拘束した。一方で、竹取や有明の息がかかった者もおり、月村を拘束したり、ハンゾウを追跡したりした。月村曰く標的となった者は他者からの助けなくしての逃亡は不可能であるらしく、捕捉能力は非常に高いということがうかがえる（ただし有明のみなぜか取り逃がしてしまっており、これは前述の事から有明を逃がすための演技、もしくは他の警備兵に襲撃されたものと思われる）。またヘリオス社にも同様の警備兵がおり、クロノス社の警備兵に変装して月村を拘束した。
クロノス（第61回）
演：秋山竜次（ロバート）
クロノス社が開発した最新AIロボット。シズカの呼びかけに立体ホログラムとして現れ、シズカにゲーム進行の助言を送る。

#### 劇中用語
クロノス社
月面世界における一大エンターテイメント企業。『逃走中』や『戦闘中』を開催し、その模様を「スタディオン」と呼ばれるスタジアムや外部モニターによって放映し収益を得ている（作中ではオッズ表らしきものも確認されており、公営ギャンブル的な要素も持ち合わせていると思われる）。一方、収益金を月面コロニーの整備やエネルギー資源の開発に充てるなど社会的企業の一面も持ち合わせている。また、後述するCCPを運営するなどゲームマスター候補生の育成にも取り組んでいる。
社内ではメインとなるゲーム運営を主体とした「エンターテイメント部門」の他、アンドロイドの開発を行う「開発部門」、負傷の際の治療を行う「医療部門」、「エリア開発部」、「管理部」など複数のセクションに分かれている。
ハンター（ドラマ上の設定）
月村の母が構想し、月村が開発したアンドロイド。量産されており「01KR」「02NN」「06TT」「10HM」等といったように「数字2桁+アルファベット2文字」のコードネームで管理されている。起動するためには月村が持つペンダントと指輪を接触させる必要があり、総裁の解析によって発見されるまで月村以外は誰も知らなかった。総裁や有明が月村を執拗に狙っていたのも、この「ハンターの起動方法」を探ろうとしたためである。
逃走者全員の顔がサングラスに記録されており、一般人を誤って追跡・確保しないようになっている（ダミーハンターが逃走者を追わないのも、サングラスに逃走者の情報を記録していないため）。マイナス239℃以下で機能停止する設定があり、実際に冷凍銃などを用いて凍結させるミッションが登場している。
実験段階の時点で既に軍事利用が視野に入れられており、月村は純粋なゲームの駒として取り扱っているが、総裁である竹取や一部の幹部（有明など）は軍事目的に使うハンターX計画を企てていた。これは、ハンターの人工知能を10万人に移植し完全コントロール化を可能にして軍隊を作る事で、他のコロニーを侵略し月面の人口密度過多を解決するのが目的である。
逃走中アルティメット
月村によって計画された究極の逃走中であり番組でのサブタイトルとしては初めてドラマ内でも語られた名称である。第28回にて名称が判明し、第29回からその一部が明らかになり、その後第31回・第32回で開催に至った。ハンターX計画の失敗により逃走中開催反対派が一掃され、実行が可能になった。逃走中の核となる「時間の長さ（130分+アルティメットルールによる実質無制限）」「エリアの広さ（延床面積を含め過去最大）」「賞金額（過去最高賞金）」「ハンターの数（過去最多のハンターを投入）」「逃走者の数（30人）」を極限まで引き上げている。
また出場条件として「逃走成功者・自首成立者・あと一歩で逃走成功だった者（ゲーム残り時間5分以内で確保された者）・ミッション経験者（冷凍銃使用者・復活経験者）」といった「過去に参戦した経験を持つ者」に加え「注目すべき特徴のある新規参加者」が参加。またアンドロイドは従来の「ハンター」に加え、『戦闘中』のアンドロイド「忍」が投入された。
CCP（クロノス・クリエイター・プラント）
ゲームマスターを養成するための機関。戦闘中第4回のラストでその存在が明らかにされた。その中でトップクラスの実力を持つ朱月サクと青山シズカを、月村をサポートするための部下として送り込んだ。
ヘリオス社
クロノス社のライバル企業。同じような高さの社屋を持ち、クロノス社の司令室からも見る事が出来る。クロノス社から逃れた有明が幹部として収まっており、失敗に終わった「ハンターX計画」に続く次の手としてサクを使い、ハンターを含め逃走中を奪い取り、その収益を軍拡費用に当てエネルギー戦争に備えようとしていた。また「複製技術」が得意なようで、ニセ逃走者が絡んだ回ではコピー技術を使い「ニセ逃走者のダミー」を大量に作り出している。
10周年記念ゲーム（ドラマ上の設定）
月村が計画していた、逃走中の（現実における）10周年を記念したゲーム。第37回のラストでシズカの手により存在が明らかとなり、どのようなゲーム内容を予定していたのかシズカが解読を進めた結果、戦闘中第7回のラストで解読に成功。第38回と第39回に今までの逃走中とは違うルールとして、2つのエリアで同時に開催された。

## 放送リスト
放送日時は全てフジテレビ（関東広域圏）・BSフジ・Netflixいずれかでの初回放送・配信時の日程。
| 回数    | 放送日時                              | 放送時間                          | サブタイトル名                                                                        | 舞台                                                                                   | 備考 |
| ------- | ------------------------------------- | --------------------------------- | ------------------------------------------------------------------------------------- | -------------------------------------------------------------------------------------- | --- |
| P       | 2004年6月26日                         | 22:00 - 23:00                     |                                                                                       | 渋谷                                                                                   | パイロット版 BSフジ『TV☆Lab』内で放送 |
| 1       | 2004年10月2日                         | 0:35 - 1:35                       |                                                                                       | 渋谷                                                                                   | |
| 2       | 2004年12月28日                        | 23:30 - 0:50                      |                                                                                       | 渋谷                                                                                   | |
| 3       | 2006年4月1日                          | 1:05 - 2:35                       |                                                                                       | 江戸の町 （日光江戸村）                                                                | 『ザ・リアル』内で放送 |
| 4       | 2006年9月27日                         | 1:35 - 2:35                       |                                                                                       | お台場                                                                                 | |
| 5       | 2007年1月1日                          | 23:30 - 0:30                      |                                                                                       | 渋谷                                                                                   | |
| 6       | 2007年4月7日                          | 23:10 - 23:55                     |                                                                                       | ハウステンボス                                                                         | |
| C1      | 2007年4月23日                         | 0:25 - 1:45                       | nightmare                                                                             | 夜の遊園地 （富士急ハイランド）                                                        | ここから4回は『クロノス』内で放送 |
| C2      | 前編 2007年5月21日 後編 2007年5月28日 | 0:25 - 0:55                       |                                                                                       | 大学キャンパス （尚美学園大学）                                                        | |
| C3      | 前編 2007年6月25日 後編 2007年7月2日  | 前編 0:25 - 0:55 後編 2:00 - 2:30 |                                                                                       | 日光江戸村                                                                             | |
| C4      | 2007年8月6日                          | 1:45 - 3:05                       |                                                                                       | 森の公園 （府中の森公園）                                                              | |
| J1      | 2007年10月17日                        | 21:00 - 22:48                     |                                                                                       | お台場                                                                                 | ここから5回は『ジャンプ!○○中』内で放送 この回より16:9のフルハイビジョンの画面のみサイドバーに「逃走中」の文字(右)と残り人数(左)のテロップ表示を開始  |
| J2      | 2007年10月31日                        | 22:00 - 22:54                     |                                                                                       | ユニバーサル・スタジオ・ジャパン                                                       | |
| J3      | 2007年12月19日                        | 21:00 - 22:48                     |                                                                                       | 夜の遊園地 （富士急ハイランド）                                                        | この回よりハンターの人数表記が「人」から「体」に変更                                                                                                 |
| J4      | 2008年2月13日                         | 21:00 - 22:48                     |                                                                                       | ハウステンボス                                                                         | 初の2時間スペシャル |
| J5      | 2008年3月5日                          | 22:00 - 22:54                     |                                                                                       | 森の公園 （府中の森公園）                                                              | この回よりタイトルロゴやエリア地図の表示などの撮影映像以外の一部のシーンのみ16:9のフルハイビジョンでの放送を開始                                     |
| 7       | 2008年4月22日                         | 19:00 - 20:54                     |                                                                                       | 有明コロシアム（予選） お台場（決勝前半） パレットタウン（決勝後半・ボーナスステージ） | ここから再び単発番組として放送 |
| 8       | 2008年10月2日                         | 22:00 - 23:24                     |                                                                                       | 浅草                                                                                   | この回からオープニングゲーム（鎖引き式）が導入 |
| 9       | 2009年1月4日                          | 22:00 - 23:30                     |                                                                                       | 横浜中華街                                                                             | |
| 10      | 2009年4月2日                          | 21:00 - 23:18                     |                                                                                       | 池袋                                                                                   | |
| 11      | 2009年7月2日                          | 22:00 - 23:24                     |                                                                                       | 上野                                                                                   | |
| 12      | 2009年9月26日                         | 19:00 - 20:54                     |                                                                                       | ユニバーサル・スタジオ・ジャパン                                                       | この回よりミッション・通達・ルールの説明シーンのみ16:9のフルハイビジョンでの放送を開始                                                               |
| 13      | 2009年11月3日                         | 19:00 - 20:54                     | 江戸                                                                                  | 日光江戸村                                                                             | この回よりドラマパートが導入 また、ドラマパートも16:9のフルハイビジョンでの放送を開始                                                                |
| 14      | 2010年3月24日                         | 21:00 - 23:18                     | 王国の走り人                                                                          | 王国 （ハウステンボス）                                                                | |
| 15      | 2010年5月18日                         | 19:00 - 20:54                     | 沖縄                                                                                  | 沖縄・国際通り                                                                         | |
| 16      | 2010年6月27日                         | 19:00 - 20:54                     | 日本昔話                                                                              | 平安の都 （えさし藤原の郷）                                                            | ギャラクシー賞 2010年6月度月間受賞 最高視聴率を記録                                                                                                  |
| 17      | 2010年8月28日                         | 19:00 - 20:54                     | 呪われた遊園地                                                                        | 夜の遊園地 （富士急ハイランド）                                                        | この回より逃走パートも16:9のフルハイビジョンでの放送を開始                                                                                           |
| 18      | 2010年10月10日                        | 19:00 - 21:54                     | 信長と忍者の里                                                                        | 忍者の里 （千葉県立房総のむら）                                                        | 初の3時間スペシャル |
| 19      | 2010年11月23日                        | 19:00 - 20:54                     | 激動明治の大事変                                                                      | 明治の街 （博物館明治村）                                                              | この回よりオープニングゲームがサイコロ式に変更 |
| 20      | 2011年1月16日                         | 19:00 - 20:54                     | 卑弥呼伝説                                                                            | 弥生時代のとある国 （吉野ヶ里歴史公園）                                                | |
| 21      | 2011年3月6日                          | 19:00 - 20:54                     | 大統領暗殺計画                                                                        | 卑弥呼ランド （よみうりランド）                                                        | この回よりタイマーのデザインが現在のものに変更 |
| 22      | 2011年4月10日                         | 19:00 - 21:54                     | エピソード1 〜ハンター誕生〜                                                          | エリア01 （美浜タウンリゾート・アメリカンビレッジ）                                    | この回より番組ロゴが現在のものに変更 |
| 23      | 2011年7月5日                          | 19:00 - 20:54                     | 白雪姫と野獣王子                                                                      | おとぎの国 （ハウステンボス）                                                          | |
| 24      | 2011年10月9日                         | 19:00 - 20:54                     | 狙われたハンター                                                                      | 江戸の町 （千葉県立房総のむら）                                                        | |
| 25      | 2011年12月20日                        | 19:00 - 20:54                     | 沈黙の巨大迷宮                                                                        | 巨大ショッピングモール （イオンレイクタウン）                                          | |
| 26      | 2012年1月8日                          | 19:00 - 21:54                     | 大江戸シンデレラ                                                                      | 江戸の町 （日光江戸村）                                                                | |
| 27      | 2012年4月8日                          | 19:00 - 21:54                     | ラストミッション                                                                      | エリア01 （美浜タウンリゾート・アメリカンビレッジ）                                    | |
| 28      | 2012年7月3日                          | 19:00 - 21:54                     | 新桃太郎伝説 〜鬼ヶ島を奪還せよ〜                                                     | 鬼ヶ島 （えさし藤原の郷）                                                              | |
| 29      | 2012年8月28日                         | 19:00 - 20:54                     | 沈黙の巨大迷宮2                                                                       | 巨大ショッピングモール （イオンレイクタウン）                                          | |
| 30      | 2012年10月7日                         | 19:00 - 21:54                     | 禁断の恋と財宝村 〜ロミオとジュリエ〜                                                 | 赤坂村・青山村 （千葉県立房総のむら）                                                  | 『戦闘中』と2週連続放送 この回からオープニングゲームが体内時計式ゲームに変更                                                                         |
| 31・32  | 前編 2013年1月6日 後編 2013年1月13日  | 19:00 - 20:54                     | 逃走中アルティメット                                                                  | エリア21 （東京競馬場）                                                                | 2週連続放送 また、この回からは使用されている携帯電話がスマートフォンになった。                                                                       |
| 33      | 2013年4月14日                         | 19:00 - 21:48                     | 新浦島太郎物語 〜玉手箱と乙姫の罠〜                                                   | 南の島 （浜比嘉島）                                                                    | 『戦闘中』と2週連続放送 |
| 34      | 2013年9月29日                         | 19:00 - 21:48                     | 最後のサムライ                                                                        | 明治時代のとある街 （北海道開拓の村）                                                  | |
| 35      | 2014年1月5日                          | 19:00 - 21:54                     | 奥様はかぐや姫                                                                        | 平安の都 （えさし藤原の郷）                                                            | 『戦闘中』と2週連続放送 |
| 36      | 2014年4月6日                          | 19:00 - 21:48                     | ハンター消滅                                                                          | エリア01 （美浜タウンリゾート・アメリカンビレッジ）                                    | |
| 37      | 2014年7月6日                          | 19:00 - 21:48                     | 白雪姫と七人の侍                                                                      | 白雪姫が治める国 （千葉県立房総のむら）                                                | 『戦闘中』と2週連続放送 |
| 38・39  | 前編 2014年9月28日 後編 2014年10月5日 | 19:00 - 20:54                     | 時空を超える決戦 （逃走中10周年記念ゲーム）                                           | 現代エリア（iiasつくば） 江戸エリア（日光江戸村）                                      | 『逃走中』放送開始10周年記念 2エリア同時開催 2週連続放送 前半 個人戦 後半 チーム戦                                                                   |
| 40      | 2015年3月15日                         | 19:00 - 21:54                     | 誘惑の扉                                                                              | エリア01 （美浜タウンリゾート・アメリカンビレッジ）                                    | |
| 41      | 2015年7月19日                         | 19:00 - 21:54                     | めちゃ×2本気で逃ゲてるッ!                                                             | 前半 お台場 後半 ダイバーシティ東京プラザ                                              | 『めちゃ²イケてるッ!』とコラボ |
| 42      | 2015年11月29日                        | 19:00 - 21:54                     | 大江戸ヒーローズ 〜偉人達と駆け抜けろ〜                                               | 江戸の町 （千葉県立房総のむら）                                                        | |
| 43      | 2016年10月9日                         | 19:00 - 20:54                     | どうぶつ島を攻略せよ!                                                                 | どうぶつ島 （横浜・八景島シーパラダイス）                                              | |
| 44      | 2017年8月6日                          | 19:00 - 20:54                     | 海賊ルフィと恐怖のハンター                                                            | 本戦 パレットタウン 復活ミッション ダイバーシティ東京プラザ                            | 『ONE PIECE』とコラボ |
| 45      | 2018年1月6日                          | 18:30 - 20:54                     | 横浜中華街大決戦!                                                                     | 横浜中華街                                                                             | 『ドラゴンボール超』とコラボ |
| EX1     | 2018年4月2日                          | 19:00 - 23:34                     | 逃走中in目利き王 ハンターを目利きしろ!フジテレビ局内で逃走中                          | フジテレビ本社 （FCGビル）                                                             | 『FNS番組対抗オールスターの春の祭典 目利き王決定戦』内で実施                                                                                         |
| 46      | 2018年9月2日                          | 19:57 - 21:54                     | 上野アメ横妖怪伝説                                                                    | 上野・アメヤ横丁                                                                       | この回から第51回まではゲーム終了後に確保者に対するボーナスミッションが発動されるようになる（放送は一部地域のみ）                                     |
| 47      | 2019年1月5日                          | 18:30 - 21:00                     | ハンターと進撃の恐竜                                                                  | 東京生物大学 （大正大学）                                                              | この回よりハンターがハンターピンズを着用 |
| EX2     | 2019年4月1日                          | 19:00 - 22:48                     | 逃走中in目利き王2 逃走中presents〜20体のハンターから逃げ切れるギリギリを目利きしろ!〜 | フジテレビ本社24階 （FCGビル）                                                         | 『FNS番組対抗オールスター春の祭典 目利き王決定戦』内で実施                                                                                           |
| EX3     | 2019年10月3日                         | 19:57 - 23:34                     | 逃走中inオールスター秋の祭典 逃走中presents〜20体ハンターから逃げきれ!〜              | フジテレビ本社24階 （FCGビル）                                                         | 『FNSオールスター秋の祭典 新ドラマ対抗“生”クイズバトル! メジャーランド』内で実施                                                                     |
| 48      | 2019年11月23日                        | 19:00 - 21:00                     | 15周年記念!50周年のサザエさんとコラボSP （逃走中15周年記念ゲーム）                    | 東京スカイツリータウン                                                                 | 『逃走中』放送開始15周年記念 『サザエさん』放送開始50周年記念コラボ 番組初の一般逃走者が参戦                                                         |
| 49      | 2020年1月5日                          | 19:00 - 21:00                     | ONE TEAM VS 新型ハンター                                                              | アーバンドック ららぽーと豊洲                                                          | |
| EX4     | 2020年3月28日                         | 18:30 - 21:00                     | 逃走中inオールスター春の祭典 逃走中presents〜ハンターから逃げきれ!〜                  | フジテレビ本社24階 （FCGビル）                                                         | 『FNSオールスター春の祭典2020 豪華俳優が本気で食べたいグルメ争奪戦!』内で実施                                                                        |
| 50      | 2020年8月30日                         | 19:00 - 21:54                     | 真夏のハンターランド                                                                  | 前半 パレットタウン 後半 アクアシティお台場・デックス東京ビーチ                        | この回以降(第62回と映画版では未着用)はハンターがハンターマスクを、第60回まで（Netflixでは未着用）はハンターグローブを着用                            |
| 51      | 2020年10月11日                        | 19:00 - 21:54                     | ハンターと鋼鉄の魔神                                                                  | 横浜・八景島シーパラダイス                                                             | |
| 52      | 2021年1月2日                          | 18:30 - 21:30                     | ハンター迎撃作戦                                                                      | よみうりランド                                                                         | 2回目となる一般逃走者の参戦 『逃走中×千鳥のクセがスゴいネタGP』新春合体5時間SPとして前半パートに放送                                                 |
| 53      | 2021年4月4日                          | 19:00 - 21:54                     | まる子大捜索指令                                                                      | 富士急ハイランド                                                                       | 『ちびまる子ちゃん』とコラボ この回から本編終了後に未公開シーンを放送（放送は一部地域のみ）                                                          |
| 54      | 2021年5月5日                          | 19:00 - 22:48                     | こどもの日4時間SP 新ゲームを攻略せよ!                                                 | 川崎競馬場                                                                             | 初の4時間スペシャル 『クロノス』『ジャンプ!○○中』で行われていた『密告中』が新ゲームとして13年ぶりに実施                                              |
| 55      | 2021年9月5日                          | 20:00 - 21:54                     | ONE PIECE100巻記念コラボSP 〜ルフィと黄金の秘宝〜                                     | 前半 パレットタウン 後半 ダイバーシティ東京プラザ                                      | 『ONE PIECE』単行本100巻刊行記念コラボ 3回目となる一般逃走者の参戦                                                                                   |
| 56      | 2022年1月1日                          | 18:00 - 21:00                     | 元日3時間SP 美女とハンターと野獣                                                      | イオンレイクタウン                                                                     | |
| 57      | 2022年3月20日                         | 19:00 - 21:54                     | ハンターと偽ハンター                                                                  | 御殿場プレミアム・アウトレット                                                         | |
| 58      | 2022年8月28日                         | 19:00 - 21:54                     | 上陸!猛獣の島                                                                         | 初島                                                                                   | |
| Netflix | 2022年11月15日                        | 19時配信開始                      | Battle Royal                                                                          | ハウステンボス                                                                         | Netflixで独占配信 |
| 59      | 2022年12月31日                        | 17:00 - 23:45                     | 大みそかSP お台場大決戦!                                                              | お台場 ハワイ 韓国                                                                     | 史上初の大晦日放送 過去最長の6時間45分スペシャル 番組史上初スタジオ収録＆生放送 「7番勝負」にて番組初となる国外収録 初の逃走中内での生放送・生逃走中 |
| 60      | 2023年4月9日                          | 19:00 - 21:54                     | 逃走中×逃走中 グレートコラボSP                                                        | 横浜・八景島シーパラダイス                                                             | 『逃走中グレートミッション』とコラボ |
| 61      | 2023年7月23日                         | 7:30ごろ - 10:30ごろ              | FNS逃走中2023 （27時間テレビコラボSP）                                                | イオンモール幕張新都心                                                                 | 『千鳥の鬼レンチャン』とコラボ 『FNS27時間テレビ 鬼笑い祭』内で放送 番組初の朝放送                                                                   |
| 61      | 2023年11月5日（放送中止）             | 2023年11月5日（放送中止）         | FNS逃走中 特別編 千鳥VSかまいたち                                                     | イオンモール幕張新都心                                                                 | 未公開シーンを加えて再放送が予定されていたが、プロ野球・日本シリーズが編成されたため、放送中止となった。                                             |
| 62      | 2023年9月10日                         | 19:00 - 21:54                     | ハンターと強欲の王                                                                    | 横浜中華街                                                                             | |
| 63      | 2023年12月31日 - 2024年1月1日         | 19:00 - 翌0:30                    | お台場リベンジャーズ                                                                  | お台場                                                                                 | 2年連続の大晦日放送 番組史上初の年またぎ特番 |
| 64      | 2024年4月7日                          | 19:00 - 21:54                     | ハンターと浅草の相棒                                                                  | 浅草                                                                                   | |
| 65      | 2024年7月21日                         | 7:00ごろ - 10:20ごろ              | FNS逃走中2024 （27時間テレビ新しいカギコラボSP）                                      | 日本航空高等学校                                                                       | 『FNS27時間テレビ 日本一たのしい学園祭ǃ』内で放送 『新しいカギ』とコラボ                                                                             |
| 65      | 2024年11月24日                        | 19:00 - 21:54                     | 逃走中 × 新しいカギ FNS逃走中・ディレクターズカット版                                 | 日本航空高等学校                                                                       | 未公開カットを追加した再編集版 |
| 66      | 2024年12月31日 - 2025年1月1日         | 第1部 17:00 - 19:00               | 20周年歴代逃走者獲得賞金ランキングベスト50                                            | イオンモール幕張新都心                                                                 | 3年連続となる大晦日放送 2年連続の年またぎ特番 番組初の2部構成 4回目となる一般逃走者の参戦                                                            |
| 66      | 2024年12月31日 - 2025年1月1日         | 第2部 20:52 - 翌0:30              | ハンターと18人の金メダリスト                                                          | イオンモール幕張新都心                                                                 | 3年連続となる大晦日放送 2年連続の年またぎ特番 番組初の2部構成 4回目となる一般逃走者の参戦                                                            |
| 67      | 2025年5月4日                          | 19:00 - 21:47                     | ゴールデンコンビ                                                                      | 富士急ハイランド                                                                       | |

### 大みそかSP お台場大決戦
史上最長となる6時間45分の放送。
通常の内容とは大きく異なり「逃走中AWARD」「逃走中 お台場大決戦」「逃走中VSスーパースター 7番勝負」「生逃走中」で構成される。
生放送パートは田中卓志（アンガールズ）とHIKAKINがMCを務め、進行として、伊藤利尋・宮司愛海（フジテレビアナウンサー）が出演した。
逃走中AWARD
田中、HIKAKIN、澤部佑（ハライチ）、池田美優による事前収録パート。
逃走中18年の中から、選りすぐりの名シーンの紹介や「お台場大決戦」の見どころ紹介を行う。
逃走中VSスーパースター 7番勝負
各界のスーパースターとハンター・忍が勝負を行うエキシビジョンマッチ。
ヤクルトスワローズ戦では、優勝旅行先のハワイ、KARA戦では、韓国にそれぞれハンターと忍・影忍が出向き、初の海外でのゲームとなった。（忍・影忍はハワイのみ参戦）
- 炎鵬（宮城野部屋代表）・オカダ・カズチカ（新日本プロレス代表）・KARA・西村博之
  - ルールは後述の「祭典SP」で行われた「20体ハンターから逃げ切れ!」と同様、宝箱は3つ設置されており、ハンターに近い順に30万円・10万円・5万円の賞金（KARAとの対決では300万ウォン・100万ウォン・50万ウォンがバラで入っている）が入っており、獲得して生還できれば賞金獲得できる。KARAは1グループ2人と3人に分かれ2回挑戦。それ以外は、1人ずつ挑戦する。ただし、迫ってくるハンターに確保されたら賞金は没収される。

- 東京ヤクルトスワローズチーム（高橋奎二・村上宗隆・青木宣親・石川雅規・田口麗斗・中村悠平・長岡秀樹・塩見泰隆）
  - 前述の「ボーナスミッション（第48・50・51回）」と同様、エリア内に落ちている財布を拾い、拾った財布を持った状態でスタート地点に戻ることが出来れば賞金獲得できる。それぞれの財布の中身には、1ドルから1000ドルまで入っている。ただし、エリア内にいるハンター3体に確保されたら賞金は没収される。制限時間は3分。1グループ4人ずつ挑戦する。

- 忍者に結婚は難しいチーム（菜々緒・鈴木伸之・勝地涼）・竜星涼
  - 「Hunter or Money」に挑戦。前述の「ボーナスミッション（第46回）」とほぼ同様、フジテレビ湾岸スタジオの4階にある部屋のうち、10部屋に入ることができ、そのうち7つの部屋に賞金が用意されており、1つの部屋で最大20万円獲得できる。賞金を手に入れ、ゲートから脱出すれば賞金獲得できる。ただし、残る3つの部屋にはハンターが待機しており、開けてしまうとハンターが放出される。制限時間は1人5分。1人ずつ挑戦する。ただし、ハンターに確保されたら賞金は没収される。

- 村上宗隆・高橋奎二
  - 影忍とビーチで作られた闘技場で対決。事前に、忍1体か忍2体のどちらと戦うかを選び、忍1体に勝利すれば10万円、忍2体に勝利すれば30万円獲得となる。1人ずつ挑戦する。ただし、忍に撃破されたら賞金は没収される。

逃走中 お台場大決戦
本戦パート。また、本編スタート前には、オープニングアクトとして、松平健による「マツケンサンバII逃走中大みそかSPバージョン」をハンターとともに披露し、生副音声では田中・HIKAKIN・澤部・岩井勇気及び、参戦者の伊沢拓司・ねお、ゲストの堀田真由・那須川天心による裏実況が行われた。
生逃走中
2022年大晦日・2023年大晦日に実施された生放送による本戦形式の逃走中。
逃走者がFCGビル内及び周辺を使い、ハンター3体から逃走する。逃走成功者と同じ人数だけ視聴者に賞金がプレゼントされる（自首不可）。ゲーム中は進行の伊藤と宮司（2023年ではそれに加えて田中と共にMCを務める柴田英嗣（アンタッチャブル））が実況を担当する。また、2023年はゲーム中に2024年の年越しを迎えた。

### FNS逃走中（FNS27時間テレビコラボSP）
「FNS27時間テレビ」内での開催。同年の「FNS系列局対抗企画」として行われる。
なお、このFNS逃走中は、開催年の総合司会に加えて、日本全国各地のFNS系列局を代表する（出身県・同系列局に番組を持つ・ゆかりがある）タレント・著名人も逃走者として参加する。逃走者全員は通常の衣装の上に、自分の名前と代表テレビ局（総合司会は名前のみ）が書かれたゼッケンを着用する。
ゲーム内容も、その年のベース番組の要素を加味したものとなっている。
また、スタジオでは、見届け人兼休憩を取る総合司会に代わるコーナー司会として田中卓志（アンガールズ）、その年の総合司会のそっくり芸人や家族、親交のある芸人も出演する。
2023年（『FNS27時間テレビ 鬼笑い祭』）版
総合司会の千鳥・かまいたち・ダイアンの3組に加え、FNS系列局代表27人を加えた33人が逃走者として参加。
『千鳥の鬼レンチャン』同様、「千鳥軍」「かまいたち軍」に分かれて競う「チーム対抗戦」の構図となり、千鳥・かまいたち以外の逃走者は、自分の判断でそれぞれのチームのビブスを着用し、どちらかのチームに所属することになる。最終的に逃走成功した人数の多いチームが勝利となり、勝利チームの逃走成功者には、逃走成功賞金+ボーナス200万円（逃走成功者が複数の場合は山分け）を獲得する。
2024年（『FNS27時間テレビ 日本一たのしい学園祭!』）版
総合司会の霜降り明星・チョコレートプラネットの2組に加え、FNS系列局代表27人を加えた31人が逃走者として参加。
もう1組の総合司会であるハナコを探す『新しいカギ』の人気企画「学校かくれんぼ」とのコラボや、『学園祭』がテーマの27時間テレビにちなみ、生徒・先生たちを使ったミッションが発令された。

### 2024年大晦日スペシャル
2024年12月31日に2部構成で放送。間の時間は『ザ・スーパーマリオブラザーズ・ムービー』が放送され、第2部はシームレスに放送開始。前述したマリオの映画から大量のハンターが映画を鑑賞している映像に移行し、そのまま本編に突入した。
第1部 20周年歴代逃走者獲得賞金ランキングベスト50
17:00 - 19:00に放送。
田中卓志・ハライチ・ヒコロヒー・村重杏奈をパネラーに、20年間の逃走中全ゲームの生涯獲得賞金ベスト50（Battle Royal及びミニゲームでの賞金は除く）の逃走者ランキングと名場面集を紹介。
第2部 ハンターと18人の金メダリスト
20:52 - 翌2025年1月1日0:30に放送。オンエア時には、ミッションの100体のハンター放出と同時に年越しを迎えた。
そして、本編放送後には2023大晦日の本編後と同様に松平健による替え歌EDが披露された後、放送終了時間まで逃げ切ることを目標とした「2025年最初の運試し」と称し、田中卓志とハンター1体による小規模のゲームで締めくくった。

## その他
ゴールデン進出後は50台以上のカメラで撮影されており、撮影スタッフだけで300人を超える。街中での撮影では交通安全上の理由で多数の警備スタッフを配置する必要もあり、回によっては大人数のエキストラがゲームに参加しているため、スタッフは多い時で総勢700人ほどになる。ハンターに関しては、約200人の募集枠を設けてオーディションを行っている。事前にゲームにおいて危険となる地形などをチェックするため、スタッフや有名ではないタレント等が逃走者の役となりシミュレーションを行っているほか、収録中に通行人に危険が及ぶと判断した場合は中断されるなど安全に配慮して制作されている。出演者の中には、労働基準法の年少者保護規定に抵触することから、17歳以下の著名人が出演する場合などは午前5時以降に収録が開始される。
街中の場合は、地元商店会や警察などの協力を得てゲーム中エリアに警備員を配置するなど、安全対策を施し収録を行っている。また、安全性の観点から、荒天・雪などにより足元が悪い場合は収録が中止される場合がある。
第38回・第39回・第42回以降の放送回では視聴者向けにデータ放送によるプレゼントキャンペーンを実施している。このあとのゲーム展開を予想し、データ放送画面で解答。正解するとプレゼントの応募口数を1口分獲得する。1回の放送で4-5回出題され、正解数に応じてキーワード・当選確率が変動する。また、データ放送では各逃走者の紹介（ゲーム状況と連動しており、確保された逃走者は画像に檻の画が被さる）や、各逃走者の能力の自己評価（「スピード」・「スタミナ」・「賢さ」・「判断力」・「運」）・意気込みや賞金の使い道、作品とのコラボ回ではコラボ先の作品に関する思い入れなどを見ることができる。
「確保エリア予想」（第38回・第39回）
指定された時間から次に確保者が出るエリアが「現代エリア」「江戸エリア」のどちらかを当てる。
「逃げ切るのは誰だ!?」（第42回以降）
指定した時間の時点で生存している逃走者や復活ゲームで復活するプレイヤーを当てる。選択肢は投票開始時点の該当者（生存者予想では生き残っている逃走者、復活者予想では復活ゲーム参戦者）のみ。「該当者なし」という選択肢を選ぶこともできる。

## 関連番組
逃走中・戦闘中事前番組（ - 第37回）
- 主に本放送1週間-2週間前の深夜に関東ローカルで放送。放送時間は15分-30分。本放送の逃走者紹介やエリア説明、ミニドラマ・クロノス社ドラマの見どころが紹介される。基本的には本編映像の一部とマークによるナレーションで進行するが、第11回の予告では「逃走前」としてアンガールズがMCとなり、出演者へのインタビューや鎖式オープニングゲームの体験を行った。
- 第25回から第37回までは、事前番組放送の約2-3日後に事前番組が、第24回の放送前から第33回の放送前までは逃走者・プレイヤー全員が1-2人ずつゲームへの意気込みを語る「意気込み動画」がFODにて期間限定で無料配信されていた（FOD版は映像の一部再編集や音源のリミックスが行われていた）。

再放送
- 本放送1週間前の昼間もしくは深夜に宣伝を兼ねて過去回（前回放送だけでなく数年以上過去の回も放送される）が再放送された。第48回（第47回を再放送）では当該回出場権を賭けた一般参加者による予選会の模様を放送、第55回（第46回を再放送）では当該回で3度目の一般逃走者参加ということから過去に参戦した一般逃走者の活躍が紹介された。尚、放送時間や裏番組等の都合によりドラマパートや一部逃走者の部分はカットされて放送される。

逃走中でトーク番組やってみた。
- 第34回の放送を記念して関東ローカルに限り2013年9月14日 2:35-3:35に放送。逃走中に複数回出場しているゴリ（ガレッジセール）、澤部佑（ハライチ）、鈴木拓（ドランクドラゴン）、田中卓志（アンガールズ）、眞鍋かをりの5人で「逃走中のココがおいしい!」をテーマにそれぞれがプレゼンをしながらトークをし、相互投票で一番票を集めた人に逃走中・戦闘中グッズがプレゼントされた。進行は斉藤舞子（フジテレビアナウンサー）が担当している。

逃走中・戦闘中でトーク番組やってみた。2〜やりすぎでしょ!委員会〜
- 第35回及び戦闘中第6回の放送を記念して関東ローカルに限り2014年1月2日 3:40-4:40に放送。逃走中・戦闘中の出場経験がある大久保佳代子（オアシズ）、小籔千豊、斉藤慎二（ジャングルポケット）、澤部佑（ハライチ）、篠崎愛（AeLL.）、田中卓志（アンガールズ）、藤本敏史（FUJIWARA）の7人でトークを行う。進行は三上真奈（フジテレビアナウンサー）が担当している。
- 出演者の1人が告発者となり、メンバーの中から告発したい人を選び、逃走中・戦闘中内での言動で「これはやりすぎだろう」という事柄を告発。その是非についてトークを行う。議論終了後、告発者と被告以外の5人による多数決で「やりすぎ」と判定された場合はその事について悔い改めてもらう。

逃走中直前SP〜真夜中の男子会〜
- 第36回の放送を控え、関東ローカルで2014年3月30日 4:00-5:00に放送。事前番組同様本放送の説明と、田中卓志（アンガールズ）、吉村崇（平成ノブシコブシ）、高橋茂雄（サバンナ）の3人が、番組が用意した居酒屋での男子会を行いつつ、逃走中攻略のために必要な「想像力」を養ってもらうため、訪れた客がどんな人物かを想像してトークした模様が放送された。説明パートも含め、ナレーションは渡辺和洋（フジテレビアナウンサー）が担当している。
- なお、翌31日 3:05-3:35には別途事前番組が放送されている。

逃走中15周年記念プロジェクトSP
- 第48回放送を控え、さらに放送開始15周年を記念して、関東ローカルで2019年9月14日 1:15-1:45に放送。次回放送の逃走者一般募集の告知と過去の逃走中の名場面をランキング形式で放送した。また、8月13日に行われた15周年記念プロジェクトの発表会の一部分も放送され、番組内でも田中卓志（アンガールズ）とHIKAKINの次回参戦決定がアナウンスされた。

逃走中20年のレア映像満載㊙︎事件簿〜映画公開中JO1ファンタ絶叫SP〜
- 関東ローカル及び一部地域にて2024年7月28日 16:00 - 17:25に放送。田中卓志（アンガールズ）、久保田かずのぶ（とろサーモン）、ヒコロヒーをパネラーに迎え、20周年を迎えた逃走中の中から名珍場面のピックアップの他、公開中の映画「逃走中 THE MOVIE」のメインキャスト6人が豪華グルメをかけたミッションへの挑戦。地上波では初放送となる幻の「エピソード0（パイロット版逃走中）」のダイジェストが放送された。
- また、一部地域及び再放送では名珍場面ピックアップを再編集した30分版として放送された。

## ネット配信とDVD
一部の回についてはFODでネット配信がされており、有料でいつでも視聴することが可能である（第50回〜第54回は無料配信のみ）第56回・第57回・第63回は1年間はFODで有料での独占配信されている。『クロノス』、『戦闘中』も含む）。また、本放送終了後はTVerで最新回の一定期間無料配信が行われている（『戦闘中』含む）。
DVDには、特典映像としてゲーム前のエリア内下見・確保直後の逃走者のコメント・牢獄トーク・逃走成功者の様子など、テレビでは放送されなかったシーンが収録されている。また8巻から29巻はその回のドラマパートの完全版が収録されている。
DVD版では、本放送時に使用されたBGMは著作権の都合上ほぼ全てリミックスされるか別の曲に差し替えられており、映像の差し替え・カット等も存在する。第59回以降の配信版はNetflixシリーズ 「run for the money 逃走中Battle Royal」で使用されたオリジナルBGMで権利処理をしている。一部の回では本放送時と同じBGMが使われている箇所も存在する。
- 『逃走中』渋谷（第1・2回）：2007年7月18日発売
- 『逃走中2』お台場（第4回）・渋谷（第5回）：2007年12月5日発売
- 『逃走中3』お台場（第7回）：2008年9月17日発売
- 『逃走中4』浅草（第8回）：2009年5月20日発売
- 『逃走中5』横浜中華街（第9回）：2009年6月17日発売
- 『逃走中6』池袋（第10回）：2009年11月18日発売
- 『逃走中7』江戸（第13回）：2010年10月20日発売
- 『逃走中8』王国の走り人（第14回）：2010年11月3日発売
- 『逃走中9』沖縄（第15回）：2011年3月16日発売
- 『逃走中10』日本昔話（第16回）：2011年4月20日発売
- 『逃走中11』呪われた遊園地（第17回）：2011年6月15日発売
- 『逃走中12』信長と忍者の里（第18回）：2011年7月6日発売
- 『逃走中13』激動明治の大事変（第19回）：2011年7月20日発売
- 『逃走中14』卑弥呼伝説（第20回）：2011年8月17日発売
- 『逃走中15』大統領暗殺計画（第21回）：2011年9月21日発売
- 『逃走中16』エピソード1〜ハンター誕生〜（第22回）：2011年10月19日発売
- 『逃走中17』白雪姫と野獣王子（第23回）：2011年12月21日発売
- 『逃走中18』狙われたハンター（第24回）：2012年1月18日発売
- 『逃走中19』沈黙の巨大迷宮（第25回）：2012年3月21日発売
- 『逃走中20』大江戸シンデレラ（第26回）：2012年5月16日発売
- 『逃走中21』ラストミッション（第27回）：2012年7月18日発売
- 『逃走中22』新桃太郎伝説〜鬼ヶ島を奪還せよ〜（第28回）：2012年11月21日発売
- 『逃走中23』沈黙の巨大迷宮2（第29回）：2012年12月19日発売
- 『逃走中24』禁断の恋と財宝村〜ロミオとジュリエ〜（第30回）：2013年2月20日発売
- 『逃走中25&26』アルティメット（第31回・第32回）：2013年5月15日発売
- 『逃走中27』新浦島太郎物語〜玉手箱と乙姫の罠〜（第33回）：2013年8月21日発売
- 『逃走中28』最後のサムライ（第34回）：2014年1月15日発売
- 『逃走中29』奥様はかぐや姫（第35回）：2014年5月21日発売
- 『逃走中30』ハンター消滅（第36回）：2014年8月20日発売
- 『逃走中31』白雪姫と七人の侍（第37回）：2014年10月24日発売
- 『逃走中32&33』時空を超える決戦（第38回・第39回）：2015年2月4日発売
- 『逃走中34』大江戸ヒーローズ〜偉人達と駆け抜けろ〜（第42回）：2016年3月2日発売

## イベント
フジテレビの夏のイベント（お台場冒険王・お台場合衆国・お台場新大陸・お台場夢大陸）を始めとしたお台場近辺の施設に期間限定で番組ブースを出展。主に番組内の世界観を味わえるゲームの体験や、直近の放送内で使われた実際の小道具・セットの展示、逃走中・戦闘中に特化したグッズショップなどが展開されている。
2013年はフジテレビ本社屋24階廊下にて、2014年から2016年は25階球体展望室「はちたま」にて開催。2017年はお台場夢大陸の枠組みからは外れたが、ほぼ同開催期間でダイバーシティ東京にて開催。2023年以降は冒険ランド（青海P区画）で開催。
2012年 攻略中 フジテレビを攻略せよ!
- 番組初の公式イベント。SCRAPと番組のコラボによるリアル脱出ゲームが行われた。

2013年 逃走中&戦闘中 クロノスタワー資料室
- 直近の逃走中（新浦島太郎物語まで）や戦闘中（第四陣まで）で使われたアイテムの展示や、時間計測式オープニングゲームの体験。また、フジテレビ3階大階段近くにはオープニングゲーム用ハンターボックスが設置された。

2014年 逃走中 戦闘中 アンドロイドテストセンター
- 参加者が「ハンター」「忍」になりきり、ゲームアンドロイドとしての機能をチェックするミニゲームに挑戦する、日本HPとの協賛ブース。

2015年 逃走中 戦闘中 ミッションに挑戦せよ
- 参加者がゲームのプレイヤーになりきり、実際の放送で登場したミッションをアレンジしたミニゲームに挑戦。成功数によってランクの違う認定証をもらうことができる。
- さらに、開催期間中は時折会場内に忍が登場しパフォーマンスを見せるミニイベントも発生した。
- また、8月26日には初の公式イベントが開催された。

2016年 逃走中 戦闘中 アンドロイドを起動せよ!
- 「ハンター・忍のCPUにエラーが起こり、全てのデータが消去され起動できなくなってしまい、逃走中開催の危機（後に、イベント後の放送である第43回と判明）に陥る」という設定の下、参加者がゲームに挑戦し、アンドロイドの起動データを集めていく。参加者の頑張りによってデータが集まると、会場に忍が登場した。またホームページで予告された日時にはハンターも登場した。

2017年
- 第44回のゲームエリア（復活ゲーム）でもあるダイバーシティ4階で開催。これまでのセット展示やショップに加え、第44回放送翌日の8月7日からは展示するセットを放送で使われたものに入れ替えられた。

2022年冬
- 第59回開催を記念し、エリアとなるフジテレビ構内・アクアシティ・デックス・ダイバーシティを巡るデジタルスタンプラリーが開催。また、フジテレビ内には当該回に登場した「ハンターねぶた」や逃走者のサインボード、ハンターボックスが展示された。
- また、同年開催以降もFCGビル1階に逃走中ブース（ハンターねぶた・ハンターボックス・自首用電話ボックスの展示、直近回の逃走者写真や映画版逃走中の場面写真、牢獄風フォトスポット）が常設で設置されている。

2023年 逃走中&戦闘中 スペシャルミッションを攻略せよ!
- 参加者がプレイヤーになりきり、スペシャルミッションとして実際の放送で登場したミッション（逃走中は祭典SPなどに登場した「ダイヤルロック解除ゲーム」、戦闘中は実際のバトルボールを使用した的当て）に挑戦できた。
- さらに、開催期間中は1時間に1回ハンターまたは忍が会場に登場した。

2024年 逃走中 20th Anniversary
- 逃走中20周年を記念し、逃走中からセットの展示、アニメ版から絵コンテの展示とアニメで登場した「ハンターだるま落とし」の体験、映画版からは劇中の衣装・小道具の展示が行われた。
- さらに、開催期間中は一定時間になるとハンターが日替わりで会場に登場した。
- また、ブース内では逃走中・アニメ版・映画版・その他派生作品を含む各種グッズが揃った特設ショップが開設された。

## スタッフ
※第62回・FNSの日特別編 放送終了時点 
- 編成企画・企画：高瀬敦也（第1回 ‐ 第37回）・大辻健一郎（第1回のみ）→石川綾一（第38回 - 第42回）→渡辺恒也（第45回 - ） 日高峻 (第62回 - )
- 監修: 秋永真吾（トップシーン 第46回 - ）、庄司裕暁（第52回 - 第58回、第60回以降のスケールが小さめの回）
- 構成：鈴木雅貴、渡邊勇徳（第10回 - ）、廣田勇人（第7回のみ「ヒロタ」名義）
  - （過去…草場滋（代表・第7回以外）、大草芳樹、マツピロ（高橋マツピロ）、森一盛、守口悠介（第37回-第39回 ）、石原大二郎（第14回 - 不明、第42回 - ））

- リサーチ（第2回のみ）：廣田勇人、大草芳樹
- ブレーン（第7回、第9回 - ）：草場滋（第9回 - ）、森一盛（第10回・第11回以外）
- ナレーター：マーク・大喜多、小林ゆう（Netflix）解説放送：西山喜久恵（第59回）、原田葵（第62回、エリア内の無線放送も担当）
- テクニカルプロデューサー：平山彰（共同テレビジョン、 以前はTD）
- テクニカルディレクター：清水貴能（共同テレビジョン、以前はカメラ）
- VE（第1回 - 第6回）：宮本篤史、島村尚、田中信幸
- カメラ：福島英洋→清水貴能（共同テレビジョン）、谷口敦俊（東通→TACT）、山田充弘、所真沙樹
- 美術：馬場啓友→吉良久仁子
- 美術進行→アートコーディネーター：安楽信行→平山雄大
- 美術デザイナー：本間光一→今長和宏
- 大道具：多田文彦
- 大道具操作：吉野雅則、新屋貴之
- アクリル装飾：鈴木竜
- 電飾・特殊装置：枝茂孝
- アートフレーム：坂脇伸吾
- アートバルーン：橋本隆
- タイトル（第3回のみ）：鈴木健
- 編集：永田雅士、佐藤豊（映像通信）、石鍋孝敏
  - （過去…菅野邦大、北澤孝司、小松騎士、山内奏（映像通信））

- MA：民幸之助→辛榮勲→高橋正敏（映像通信）
- 音響効果：佐藤卓嗣 (278)
- VFX（第5回 - 第7回）：萩原典隆
- CG：高村克也（オドロキ→ODOROKI）→Vision→Great Internasional（第16回 - 第42回）→キャニットジー(第43回 - )
- システム（エンジニア）：吉川優
- メイク：川崎香子→中村美香→TATSU
- スタイリスト：田中洋子→白髪英里
- 車両：堀田政之→田中龍一
- 技術協力：共同テレビジョン、fmt、TACT、ビデオスタッフ、ジャパンエニックス、メディア・リース、映像通信、BRAISE、東京オフラインセンター
  - （過去…八峯テレビ、東通、イマジカ、不二技術研究所、朝日航洋株式会社（以前は空撮協力）、ヂィーフィル、ナイキ、バスク、マルチバックス、FLT…等）

- 美術協力：フジアール
- 協力：イオンモール富津、マザー牧場、PKシアター、日本通運、京北サービス、コミーツーリスト、トップシーン、R-1、ジャンプコーポレーション、ロジックエンターテインメント、アカギヘリコプター、ゴーゴープロダクション、京セラ
  - （過去…KDDI）

- 広報：亀山哲生（フジテレビ）（過去…定岡高子→小中ももこ→鈴木麻衣子→清田美智子→高橋慶哉（いずれもフジテレビ））
- スーパーバイザー（第6回のみ）：秋永真吾（トップシーン）
- TK：岡田紗代子→高橋理恵子→山本美衣→盛山潮里
- アシスタントディレクター：金橋樹里、泉勇人、柄本昌太
  - 過去…山川泰一、速水学、爪生夏美、池山史佳、柏原久美子、今泉翔太、池山喜勇、平山顕大、瀧澤卓

- アシスタントプロデューサー：香川かおり、石橋裕子
  - （過去…菅田雄一、渡辺未生、山下直美、吉永紗弥子、中嶋香り）

- ディレクター：山川泰一、海老澤和也、赤平卓、宇都竜太、水上雄一朗、萩原正雄
  - （過去…横森敦、岩田明之、速水学、瀧澤卓、中村秀和、庄司裕暁、佐藤一輝）

- 演出：瀧澤卓（第52回、Netflix、第59回以降のスケールが大きめの回）、佐藤一輝（第51回 - ）
  - 過去…横森敦（第6回、第14回 - 第49回)

- 総合演出：庄司裕暁（第46回 - 第51回、Netflix、第59回以降のスケールが大きめの回）、瀧澤卓（第52回 - 第58回、第60回以降のスケールが小さめの回）
  - 過去…秋永真吾（トップシーン 第1回-第45回まで）

- プロデューサー：加藤大（FCC、第43回 - ）
  - 過去…大川友也（フジテレビ、第43回 - 第46回）、鈴木正人（FCC、第1回 - 第39回）

- チーフプロデューサー：笹谷隆司（FCC、第43回 - 、第42回まではプロデューサー）
  - 過去…小仲正重（フジテレビ、第43回 - 第46回）、飯村徹郎（フジテレビ、第47回 - 第49回）

- 制作協力：FCC
- 制作：フジテレビ編成局制作センター第二制作室（第44回、第43回は制作局第二制作センター）
- 制作著作：フジテレビ

〈ドラマ制作スタッフ〉（第15回 - ）
- 監督：小林和弘（第15回）、西浦匡規（第16回）
- 助監督：朝比奈陽子（第15回）、小林和弘（第16回）
- 撮影：福澤亮介（第15回）、東田博史（第16回）
- 音声：黒田啓介（第15回）、権田博（第16回）
- 照明：阿倍慶二（第15回）、金子徹（第16回）
- VE：藤本伊知郎（第15回）、白倉孝雄（第16回）
- 美術進行：山口貴章

※FNSの日2023年版
- 演出︰庄司裕暁
- プロデューサー︰笹谷隆司、加藤大
- ディレクター︰瀧澤卓、佐藤一輝、海老澤和也、山川泰一、赤平卓、萩原正雄
- AP︰芦埜大希、飯田芽久
- AD︰金田昌也、磯島大貴、神山豪太、高橋勇斗、奥野修平

※FNSの日2024年版
- - 演出：庄司裕暁
  - プロデューサー：笹谷隆司、加藤大
  - 監修：秋永真吾
  - ディレクター：瀧澤卓、佐藤一輝、山川泰一、赤平卓、石丸達也、萩原正雄、入口拓矢、池山喜勇
  - AD：幸徳夏澄、磯島大貴、佐藤光樹、田中真緒、千葉美沙

## 派生作品・関連商品

### Run for the Money 逃走中 Battle Royal
Netflixによる全世界配信版の逃走中。基本的なルールは地上波版逃走中と変わらないものの、賞金額やハンターの数など大きくスケールアップされて行われる。また、ゲームタイマー・テロップなどがリニューアルされている。本編で流れるBGMはHiFiveとライセンス契約をしており、一部はオリジナルの物などで権利処理をしている。ナレーションは小林ゆうが務める。
また、ゲームマスターに佐藤二朗が就任し、地上波放送での月面を舞台にしたミニドラマとは別の形で進行する。また、『戦闘中』に登場するブラウンクロウがアシスタントとして賞金の受け渡しなどを行う。

### 海外ライセンス番組
Cha$e
アメリカ版の逃走中。ケーブルテレビ局SCI FIで放送され、日本ではフジテレビONEでの放送された。全6回。
日本版『逃走中』との大きな違いは以下の通り。
- 逃走者は全て一般参加者。「ランナーパック」と呼ばれるバックパックを装着し、携帯電話を初めとする各種道具が入っている。
- ハンターもそれぞれ名前や追走の得意分野が併記され、回によっては女性のハンターやゲストによるハンターも含まれる。「投入と同時にサングラスがCGで青く光り動き出す」「目線カメラに巡回や追走などの状態を表示」などは後に日本版でも採用されている。
- 舞台は全てカリフォルニア州ロサンゼルス。ゲーム時間は全て60分。
- ゲーム終盤に通知される「出口」に着いた先着1名だけが逃走成功となり、賞金2万5000ドル+「隠れマネー（番組ロゴ入りのステッカー）入手枚数×1000ドル」を獲得（最高5万ドル）。ゲーム終了までに到着できなければ全員失格。また、自首は「自首可能」の通達が届くまで不可能。先着1名のみ携帯電話で本部に連絡することで提示した金額を獲得できる。

Run For Time 全員加速中
湖南衛視（zh:湖南卫视）による中国版『逃走中』。
| シーズン | タイトル          | 放送期間                     | 回数              |
| -------- | ----------------- | ---------------------------- | ----------------- |
| 1st      | 全員加速中        | 2015年11月6日 - 2016年1月1日 | 全9回             |
| 2nd      | 全員加速中        | 2016年4月29日 - 7月15日      | 全12回            |
| 3rd      | 全員加速中2023    | 2023年6月10日 - 8月26日      | 全12回+スペシャル |
| 4th      | 全員加速中 対決季 | 2024年2月16日 - 5月3日       | 全12回            |
| 5th      | 全員加速中2025    | 2025年5月24日 -              |                   |

日本版『逃走中』との主な違いは以下の通り。
- 賞金は無く、原則ポイント制となっており、1秒ごとにポイントが積みあがっていき、逃走成功もしくは自首成立でその時点のポイントを、確保されてもその時点の得点の1/10が加算。シーズンが終了した時点で総獲得ポイントが一番多かった逃走者がシーズンチャンピオンとなる。
- 2ndシーズンや4thシーズンでは「最終ミッションをクリアすれば生存者全員が逃走成功」「2チームに分けて行い、最終ミッションクリア者の多いチームの勝利」などの形となり、特に4thシーズンではシーズンを通し「2チーム同士によるシーズン通算逃走成功者数」を競う形となる。
- 各シーズンともタイトルに冠スポンサーがつけられており、牢獄への差し入れやエリア内のアイテムとして登場する。

また、『Cha$e』同様「ドローンによる上空からの映像撮影」や、登場した一部のアイテム・ミッションを再構成させて日本版逃走中・戦闘中に登場するなどの「逆輸入」も行われている。
Run For Time Vietnam (Đấu Trường Gia Tốc)
2025年5月18日から8月17日まで放送されたベトナム版『逃走中』。
全員加速中2ndシーズン・対決季をベースにしており、「ライフ制」「シーズンを通しての残存ライフ数を競う個人戦&合計残存ライフ数を競う2チームによるチーム戦」形式で行われた。
また、ロシア版『逃走中』「Cha$e Russia (Погоня)」が2025年7月13日より放送開始しているものの、このバージョンはアンライセンスとなっている。

### ゲームアプリ版
2013年9月に「2013年秋-冬リリース予定」と発表。その後、2014年4月22日に「iOS・Androidアプリとして同年5月にリリースされる」ことが決定し、同年5月29日に正式リリースされた。2016年2月10日にサービス終了。
2019年8月13日の「逃走中15周年記念プロジェクト」の記者会見にてプロジェクトの一環として2019年夏に新しいゲームアプリ版がリリースされることが発表され、同年8月29日に正式リリースされた。2020年6月10日にサービス終了。
- 2014年版
  - 基本プレイ料金無料・アイテム課金制を取っており、ゲームシステムも番組と同様で、物陰に隠れることや、ミッション、自首などもできるようになっている。また、ログインボーナス決めには初代オープニングゲームである鎖引き式を用いている。ゲームエリアは第1回の舞台である「渋谷」を忠実に再現したエリアや、「テーマパーク」、番組のロケ地で多く使われている日光江戸村をモチーフとした「江戸の村」がある。所持金の単位は「円」に変わり「ルナ」とされており、課金通貨として「テラ」が用いられている。また、ナビゲーターとしてクロノス社エンターテイメント部門オペレーターの「有働レナ」がゲームをサポートする。

- 2019年版
  - こちらも基本プレイ料金無料・アイテム課金制を取っているが、ゲームシステムは一新されており「ボードゲーム式」となっている。モバイルの歩数計機能と連動しており、歩くと逃走エネルギーが増え、ゲームを進めることができる。また前作同様にミッション、自首なども可能。AR機能を使ったミニゲームもある。ゲームのエリアは街中エリアを再現した「ビルの街」や過去の放送でも何度か登場した「江戸の町」をモチーフにした「城下町」などがある。所持金の単位は「円」に変わり「EM」とされており、課金通貨として「クロノス」が用いられている。また、ナビゲーターとしてクロノス社の登場人物をモチーフにしたキャラクターが登場し、ゲームをサポートする。更にdアカウントと連携することによりランキングイベント上位入賞者にはdポイント（期間・用途限定）が与えられる。

Run For Money 逃走ごっこ
- LiTMUSからリリースされている「脱獄ごっこ」とのコラボによる非対称型オンラインマルチ対戦アクションゲーム。2022年4月1日リリース。

### ボードゲーム

#### 逃走中 THE ボードゲーム
- バンダイから2011年7月23日に発売された公式ボードゲーム。2-5人で遊べる。
- お台場が舞台という設定で、100万人の集客を見込んで開催されるビッグイベント「お台場フェスティバル」の当日という背景の中「最も多く賞金を獲得した人の勝ち」というルール。ゲーム進行を管理する「タイムラインボード」が両面になっていて、表面は初心者向けの「ショートルール」（協力色が濃い）で裏面は上級者向けの「エキサイティングルール」（「2つのミッションに同時に挑戦」「確保された者は通報部隊になる」などのハードな内容が盛り込まれている）。逃走エリア（ボード）全体がA-Oの15ブロックに区分けされている（ボードも両面になっていて、裏面は難易度の高い「夜マップ」となっている）。ハンターは全部で10体、さまざまな色分けがされていてアルファベット順に各ブロックを移動（そのためある程度の先読みが可能）。ハンターと同じブロックに入ったら逃走判定を行う。
- 番組本編との連動も行なっており、ネット配信直前に放送された番組で実際行われたミッションを元にしたものを、ゲームで用いるミッションカード（プリントアウトして使用）の追加分として配布している。

#### 2WAYボードゲーム 逃走中&戦闘中
- バンダイから2012年10月20日に発売された公式ボードゲーム。2-5人で遊べる。
- ボードを裏返すことで『逃走中』と『戦闘中』の2種類のゲームを遊ぶ事が可能。今回の『逃走中』は舞台設定がエリア01（アメリカンビレッジ）を模した「ショッピングモール」になっている。また『戦闘中』は番組とは異なり「カードを使ったジャンケン」や「ダイス」によってバトルを進行する。
- 前作同様に、公式サイトで実際の番組で行われたミッションやイベントを元にしたものを、ゲームで用いるミッションカード・イベントカード（プリントアウトして使用）の追加分として配布している。

#### 逃走中 ハンターだらけ
- エポック社から2014年9月13日に発売された公式バランスゲーム。1-4人で遊べる。デフォルメされたハンターのフィギュアが9体入っていて、崩さないように箸で積み上げるゲーム。他にも箸をダイス代わりに振って行う逃走中ゲームなど、全部で3種類の遊び方ができる。

#### 2WAYボードゲーム 逃走中&戦闘中 X（クロノス）
- バンダイから2014年11月8日に発売された公式ボードゲーム。2-5人＋ゲームマスターの最大6人で遊べる。
- 単四電池で動く液晶デバイス『クロノスカウンター』が付属し、これを用いてダイス機能や残り時間の管理に加え、ミニゲーム方式で追跡やバトルの判定などを行う。前作同様、ボードを裏返すことで『逃走中』（舞台は横浜）と『戦闘中』の2種類のゲームを遊ぶ事が可能。『逃走中』『戦闘中』共にマップの構造が一新されていて前作とはルールが大幅に変化している。逃走中のハンターは全部で8体いて、色ごとにそれぞれ決まったコースを移動する。
- また、プレイヤーとは別にゲームマスター役として参加し、ミッションやイベントの選択・ゲームへの介入を行う事も可能。ゲームマスターはプレイヤーとは別に設定された目的（例：1人だけ逃走成功させる）を達成すれば勝利となる。

#### 逃走中グレートミッション&run for money逃走中ボードゲーム
- バンダイから2023年7月22日に発売された公式ボードゲーム。
- ボードが両面になっていて、従来通り逃走者としてプレイする「実写版」（最大5人まで）と、逃走者だけでなく「ハンター」としてもプレイできる「アニメ版」（逃走者役5人+ハンター役2人の最大7人まで）の2種類の遊び方ができる。
- 両方に共通している点は「自首ができない」「アイテムの代わりに1回だけ使えるキャラカードがある」「タイムラインシートでゲーム進行を管理」「ハンターに追い抜かれたら逃走判定、ダイスにより3分の2の確率で確保」などがある。
- 「実写版」は遊園地が舞台で、「ハンターはX（クロノス）を踏襲し色ごとに決まったコースを移動する」「8体のハンターをどれだけ封印できるかに挑むオープニングゲーム」がある。
- 「アニメ版」はアニメ第7話までの舞台であった怪獣シブラーが出現する渋谷が舞台で、「かくれんぼ」の要素が加わる。ハンター役は逃走者の移動中、付属のサングラス（紙製）で目隠しをする。逃走者は建物マスに入ると中に隠れることができるが、ハンターが建物の入り口に止まったら建物をオープンしてチェックとなり、中にいたら即確保となる。

### 書籍
ノベライズ本
いずれも集英社みらい文庫から発売されている児童向けオリジナルノベライズ本。仮想空間内に作られたエリアを舞台に、小学生を主人公とした独自のストーリーで展開されている。一部作品では過去の放送回のミッションやそれを基にした展開、実際に番組内で起こった事象なども取り上げられている。第14巻の時点でシリーズ累計62万部を刊行している。
- 逃走中 オリジナルストーリー 参加者は小学生!?渋谷の街を逃げまくれ! （2019年9月20日発売） {{ISBN2|4083215305}
- 逃走中 オリジナルストーリー 迫るハンター&パンダ!?中華街を駆け抜けろ!（2020年5月22日→9月18日発売） ISBN 408321578X
- 逃走中 オリジナルストーリー テーマパークはハンターだらけ!?絆で勝利をつかみとれ!（2021年2月26日発売） ISBN 4083216301
- 逃走中 オリジナルストーリー 時空を超えた大決戦!?花のお江戸を逃げのびろ!（2021年8月6日発売）ISBN 4083216697
- 逃走中 オリジナルストーリー 禁断のプレゼント交換!?巨大ショッピングモールを制覇せよ!（2021年12月17日発売）ISBN 4083216964
- 逃走中 オリジナルストーリー ハンターまみれの大阪!?夢にむかってつっぱしれ!（2022年4月22日発売）ISBN 4083217200
- 逃走中 オリジナルストーリー 温泉街でライバル対決!?湯けむりの中をかけめぐれ!（2022年9月16日発売）ISBN 4083217456
- 逃走中 オリジナルストーリー 暗闇からハンター!?夜の遊園地で恐怖に立ちむかえ!（2023年1月27日発売）ISBN 4083217677
- 逃走中 オリジナルストーリー 弥生時代にハンター襲来!?古代のムラを走りきれ!（2023年6月23日発売）ISBN 4083217898。
- 逃走中 オリジナルストーリー 謎の忍も参戦!?テレビ局をひた走れ!（2023年11月24日発売）ISBN 4083218193
- 逃走中 オリジナルストーリー 偽ハンターで大混乱!? アウトレットを攻略せよ!（2024年5月24日発売）ISBN 4083218495
- 逃走中 オリジナルストーリー ひびわれた友情⁉ 浅草でお宝を手に入れろ!（2024年10月25日発売）ISBN 9784083218743
- 逃走中 オリジナルストーリー ハンター乗車中!? 新幹線で一発逆転!（2025年4月18日発売）ISBN 9784083220050
- 逃走中 オリジナルストーリー 恐怖! 進撃の恐竜とハンター!?（2025年8月8日発売）ISBN 4083220201

絵本
いずれも宝島社から発売されている知育絵本。第4巻の時点で累計16万部を刊行している。
- 逃走中 激ムズ迷路BOOK ハンターから逃げきれ!（2021年9月3日発売）ISBN 4299020316

ゲーム内容をベースに迷路や謎解きに挑戦する本。
- 逃走中 激ムズ絵さがしBOOK ハンターになって逃走者をさがせ!（2022年3月16日発売）ISBN 4299027485

ゲーム内容をベースにハンターの視点で逃走者を見つけ出す本。
- 逃走中 激ムズまちがいさがしBOOKミッションクリアで逃走成功!（2023年2月10日発売）ISBN 4299039459

逃走中のシーンをモデルとした間違い探しに挑戦する本。
- 祝20周年 逃走中×戦闘中 シールで遊べる絵さがしBOOK（2024年6月20日発売）ISBN 4299056183

逃走中の逃走者・ハンター、戦闘中のプレイヤー・忍と様々な立場から絵ががしに挑戦する本。
ファンブック
- 逃走中 大図鑑 20th Anniversary(2024年8月24日発売) ISBN 4594098126

逃走中の20周年を記念した初の公式ファンブック。

### 舞台
逃走中 THE STAGE
番組初の舞台化。ノベルスシリーズをベースにした舞台であり、子ども達が逃走者となり新たな逃走中が繰り広げられる。
2022年5月に東京・なかのZEROを皮切りに神奈川・横浜市市民文化会館関内ホール、埼玉・彩の国さいたま芸術劇場、千葉・松戸市民会館にて上演。
8月・9月に福岡・キャナルシティ劇場、大阪・東大阪市文化創造館、東京・なかのZERO、岐阜・可児市文化創造センター、静岡・静岡市民文化会館、東京凱旋公演・よみうりランド らんらんホールでの全国ツアーが行われた。
あらすじ
バーチャルタウン「SHIBUYA」に集められた小学生から高校生の11人の子どもたちに、巨大モニターに映し出されたゲームマスターからこれが「逃走中」であることが伝えられる。50分間ハンターから逃げ切ることができれば100万円を超える賞金を獲得出来る。果たして最後まで逃げ切る者は現れるのか…
登場人物
逃走者及びディレクターについてはダブルキャスト、百瀬はなのみクアドラプルキャストで演じられる。
- 山川優斗

演 - 吉田騎士/立松晃太
高校2年生。スポーツ万能でバスケットボールに打ち込んでいる。唯とは幼馴染。賞金の使い道は「バスケット留学」。
- 金橋唯

演 - 内田彩澄/植村妃冠
高校2年生。優斗とは幼馴染。女子逃走者最年長のお姉さん的存在。賞金の使い道は「兄弟へのプレゼント」。
- 横井直樹

演 - 長野祐/樋口明志
高校3年生。優斗が所属するバスケ部の先輩。賞金よりも「逃走成功」を狙う。
- 剣持涼

演 - 歌田雛芽/望月美友蘭
中学2年生。格闘技などスポーツ全般が得意な男勝り。賞金の使い道は「世界旅行」。
- 山川舞

演 - 木内彩音/山木彩華
小学5年生。優斗の妹であり、わがままを言う事もあるが嫌っているわけではない。賞金の使い道は「兄の夢を応援する」。
- 河合由夏

演 - 遠矢倖望/坂東香唯莉
小学5年生。いつも元気で前向き、おしゃれや流行にも敏感なイマドキ女子。舞とはクラスメートで仲が良い。賞金の使い道は「洋服など」。
- 鈴村英二

演 - 鈴木裡斗/上田琳斗
小学5年生。「自称天才」を名乗るインテリ系の理論派。賞金の使い道は「パソコン」。
- 多田野健

演 - 後藤志暢/渡部澪音
小学5年生。食べることは大好きだが運動は苦手。マイペースで心優しい。賞金の使い道は「テレビで放送されていた高級レストランに行く」。
- 臼井さくら

演 - 榊原友梨花/渡辺心優
小学2年生。怖がりの小心者。絵を描くことが好き。賞金の使い道は「絵具セット」。
- 森山駆

演 - 藤原詩音/中野晴太
小学4年生。学年1位の俊足を持つがお調子者。番組の大ファンであり、「逃走中に出られれば何でもいい」というタイプ。
- 百瀬はな

演 - 伊藤夢乃/小西美月/静莉子/藤井陽葵
小学1年生。今回最年少。天真爛漫でゲームにも楽しく参加する。賞金の使い道は「ママに会うため」。
- 撮高心音

演 - 鈴木夢/佐藤穂波
クロノス社から依頼されたディレクター。現場でのゲームの進行や状況説明を担当する。
- 月村ラビト

声 - シルクロード （Fischer's）
今回のゲームマスターとして逃走者たちの前にモニター越しに現れ進行する。名前の由来は英語で「ウサギ」を意味する「Rabitt（ラビット）」から。

## 番組コラボ
逃走中inオールスター春秋の祭典（目利き王決定戦）
『FNS番組対抗!オールスター春秋の祭典スペシャル』内でのコラボ企画。実際のハンターを使用した番組オリジナルのゲームに挑戦しポイント獲得を目指す。このパートのみ、テロップやナレーション等も全て逃走中準拠で放送される。
ハンターを目利きしろ!フジテレビ局内で逃走中
- 2018年4月2日放送の第2回で実施。
- 逃走中本編外の番組内では初めてとなる公式コラボ。
- 「ボーナスステージ」として各チームの代表者がフジテレビ本社屋1階（敷地内の屋外を含む）から3階（美術倉庫や収録スタジオも含む）を使って逃走中に挑戦。ゲーム時間30分・ハンター3体のゲームを行う。1分逃げるごとに10ポイントが加算され、逃走成功すれば300ポイント獲得。確保されてもその時点までのポイントがチームに加算される。確保された者は牢獄の代わりにスタジオに戻る。スタジオには確保情報読み上げ用のモバイルが用意、随時司会の坂上忍が逃走者に電話をかけることも可能。本家同様ゲーム中にはミッションも発令される。

20体のハンターから逃げ切れるギリギリを目利きしろ!
- 2019年4月1日放送の第4回で実施。
- コラボ企画ながら生放送で逃走中に準じたゲームを行うのは初めてとなる。
- 全長70mのフジテレビ本社屋24階の廊下を使ったゲーム。エリア内にはゲートから1〜5の順で宝箱が用意されており、中にはゲートから近い順に5ポイント、10ポイント、20ポイント、30ポイント、50ポイントのカードが入れられている。
- 各チームの代表者が1人ずつ挑戦。ボタンを押してゲートを開き、宝箱の横にあるカギを使って宝箱（女性にはハンデとして全ての宝箱が5m手前に配置）にかけられた南京錠を外し、中のカードを持ってゲートへ戻り、最後にボタンを押してゲートを開き帰還することができれば手にしたカードのポイントがチームに加算される。ただし、鍵に手が触れてからアラームが鳴り5カウント後にハンター20体が放出。ハンターに確保された場合獲得ポイントはゼロとなる。現場での進行・実況は鈴木芳彦（フジテレビアナウンサー）が担当。
- コーナー冒頭では「逃走中15周年記念プロジェクト」の始動が発表された。

20体ハンターから逃げ切れ!
- 2019年10月3日放送の第5回で実施。
- 前回とルールはほぼ変わらないが、得点はゲートから近い順に10ポイント、20ポイント、30ポイント、40ポイント、50ポイントにアップしている。また、鍵は4桁のダイヤルロックとなり、得点の描かれたボードのシールを剥がすと4桁の数字が明かされ、5カウント以内にダイヤルロックを外す形となる。
- また、2019年11月16日放送の第47回再放送及び第48回事前告知枠では一般募集予選会として実施。それぞれゲートから男性は65m、女性は60m、小学生は55mの所に置かれた宝箱からダイヤルロックを外し、中のカードを持って生還できればクリア。ただし、5カウント後に放出される3体のハンターに確保されると失格。男女ごとに2ブロックに分かれそれぞれ1名が本戦に進出。2名以上クリア者が出た場合は侵入から生還までのタイムが一番早い人が選出。誰もクリアできなかった場合はそのブロックからの本戦出場者はなしとなる。

ハンターから逃げ切れ!エスケープFIGHT
- 2020年3月28日放送の第6回で実施。
- 前回とルールは変わらず。ただし、代表者1人による一発勝負の獲得得点が一番高いチームに賞品（「ミルクフランス」100人分）獲得の権利が与えられる。なお「アンサング・シンデレラ 病院薬剤師の処方箋」チームは当初は清原翔が挑戦予定だったが、肩の炎症により挑戦できなくなったため代わりに「アンサング・シンデレラ」のプロデューサーの野田悠介が挑戦している。

## 家庭用ゲーム

### 街ingメーカー3×逃走中
都市開発シミュレーションゲーム・街ingメーカーシリーズのPSP版で、2010年1月28日にディースリー・パブリッシャーより発売された。本番組を再現した「逃走中モード」が用意されている。

### 逃走中 史上最強のハンターたちからにげきれ!
バンダイナムコゲームス（後のバンダイナムコエンターテインメント）より2012年7月5日に発売されたニンテンドー3DS専用ソフト。
当番組のルールをほぼ完全再現しており、このソフトのやり込み要素として、一度「ノーマルモード」で逃走成功したステージでは、「ハードモード」（アイテム使用不可の「ノーアイテム」、ハンターの性能が通常の2倍になる「ハイパーハンター」、ハンターがレーダー上に映らない上に大量登場する「ナイトメア」の3種。「ノーアイテム」と「ハイパーハンター」は賞金が2倍に、「ナイトメア」では賞金が5倍になる。いずれの「ハードモード」3種は自首不可であり、賞金を獲得するには逃走成功をしなければならない）がプレイ可能になる。さらに特定の条件を満たすことで、エリアごとに存在する「ハンターフィギュア」「ライセンス」を入手でき、ショップで買えるコスチュームが増える。一部のステージはダウンロードプレイで最大4人までの通信対戦が可能。アイテムもショップで購入できるが、確保されるとその回で獲得した所持品や獲得物はすべて没収される。
初週販売本数は3万本程であったが、発売半年余りで40万本を突破するロングセラー商品となった。

### 超・逃走中 あつまれ!最強の逃走者たち
バンダイナムコエンターテインメントより2015年7月9日に発売されたニンテンドー3DS専用ソフト。前作同様、当番組のルールをほぼ完全再現しており、追加要素として自分のMiiでゲームプレイが可能・ローカル通信プレイでミッションの協力プレイが可能になった。大半は前作と同じだが以下の内容が変更され、当番組に近い、よりリアルな逃走劇を楽しめるようになった。
- ハンターボックスのデザインが変更[注 36]。
- ステージクリア後、一度見たミッションのムービーが単体で再視聴可能になった。
- 「戦闘中」のソフトと同様に、逃走者や登場人物の詳細が追加。これにより、今作ではCOMの逃走者も一部のミッションに参加するようになった。
- 前作では全て同じスタイルだったハンターが、今作では髪型が4種類に増えた（髪型以外は全て同じ）。
- プレイヤーがハンターに追跡されている間はBGMが変わる（DVD版の追跡BGM）。
- ハンターフィギュアが1ステージ上にある数が10から15に増加し、貰える条件もより複雑なもの（何度も行き来が必要になる）が登場する。
- 全てのミッションをクリアしないと「ライセンス」を獲得出来なくなった。
- 「ハードモード」では「ノーアイテム」が廃止され、代わりに「ノーレーダー」[注 37]が登場した。

### 超・逃走中&超・戦闘中 ダブルパック
バンダイナムコエンターテインメントより2018年11月29日に発売されたNintendo Switch専用ソフト。過去に発売されたニンテンドー3DS用の「超・逃走中」と「超・戦闘中」をSwitch対応にして一本化したもの。ソフトの特徴は過去に発売された3DS版に準ずるが、リマスターされたことによりマップ・キャラクター・ムービー等がより高画質となりリアルになった。マップにも描写に光と影が入ったことによってハンターや相手プレーヤーの位置を把握したりと当番組さながらのよりスリリングな体験が可能になっている。また、TVモードでは人数分のJoy-conを使うことによって、ローカル通信での最大4人までの協力・対戦プレイも可能。

### 逃走中 ハンターVS逃走者!キミはどっちで勝利できるか!?
ディースリー・パブリッシャーより2025年冬に発売予定のNintendo Switch専用ソフト。大半は過去作と同じだが、以下の内容が変更・追加された。
- ステージ数（「超・逃走中」以前は10ステージだったが、「グレートミッション」以降は5ステージに減少している）や「ハードモード」（「超・逃走中」まで存在した「ナイトメア」が廃止されている）が一部変更されている。[注 38]
- ハンターの髪型が「超・逃走中」以前とは異なる4種類に変更された（髪型以外はどのハンターも同じ）。
- 全作でゲーム開始時に画面にでてくる「にげろ！」のマークが第51回以降の「START」のマークに合わせたものに変更された。
- 本作で、以下の4つの要素が新たに追加された。
  - 「ハンターモード」では、プレイヤーがハンターとなり、スコアを稼ぐ。
  - 「ハンターVS逃走者モード」では、制御を奪われたハンターの暴走を止めるために逃走者たちがハンターへ反撃をする。
  - 「オンライン対戦」では、「ノーマルモード」や「ハンターVS逃走者モード」をオンラインで遊ぶ[注 39]。
  - 「ランキング」では、「ハンターモード」や「ハンターVS逃走者モード」で獲得した賞金やスコアの順位を争う[注 39]。

## ネット局
| 放送対象地域   | 放送局                    | 系列                                         | ネット状況 |
| -------------- | ------------------------- | -------------------------------------------- | ---------- |
| 関東広域圏     | フジテレビ（CX）          | フジテレビ系列                               | 【制作局】 |
| 北海道         | 北海道文化放送（uhb）     | フジテレビ系列                               | 同時ネット |
| 岩手県         | 岩手めんこいテレビ（mit） | フジテレビ系列                               | 同時ネット |
| 宮城県         | 仙台放送（OX）            | フジテレビ系列                               | 同時ネット |
| 秋田県         | 秋田テレビ（AKT）         | フジテレビ系列                               | 同時ネット |
| 山形県         | さくらんぼテレビ（SAY）   | フジテレビ系列                               | 同時ネット |
| 福島県         | 福島テレビ（FTV）         | フジテレビ系列                               | 同時ネット |
| 新潟県         | NST新潟総合テレビ（NST）  | フジテレビ系列                               | 同時ネット |
| 長野県         | 長野放送（NBS）           | フジテレビ系列                               | 同時ネット |
| 静岡県         | テレビ静岡（SUT）         | フジテレビ系列                               | 同時ネット |
| 富山県         | 富山テレビ（BBT）         | フジテレビ系列                               | 同時ネット |
| 石川県         | 石川テレビ（ITC）         | フジテレビ系列                               | 同時ネット |
| 福井県         | 福井テレビ（FTB）         | フジテレビ系列                               | 同時ネット |
| 中京広域圏     | 東海テレビ（THK）         | フジテレビ系列                               | 同時ネット |
| 近畿広域圏     | 関西テレビ（KTV）         | フジテレビ系列                               | 同時ネット |
| 島根県・鳥取県 | さんいん中央テレビ（TSK） | フジテレビ系列                               | 同時ネット |
| 岡山県・香川県 | 岡山放送（OHK）           | フジテレビ系列                               | 同時ネット |
| 広島県         | テレビ新広島（tss）       | フジテレビ系列                               | 同時ネット |
| 愛媛県         | テレビ愛媛（EBC）         | フジテレビ系列                               | 同時ネット |
| 高知県         | 高知さんさんテレビ（KSS） | フジテレビ系列                               | 同時ネット |
| 福岡県         | テレビ西日本（TNC）       | フジテレビ系列                               | 同時ネット |
| 佐賀県         | サガテレビ（STS）         | フジテレビ系列                               | 同時ネット |
| 長崎県         | テレビ長崎（KTN）         | フジテレビ系列                               | 同時ネット |
| 熊本県         | テレビくまもと（TKU）     | フジテレビ系列                               | 同時ネット |
| 鹿児島県       | 鹿児島テレビ（KTS）       | フジテレビ系列                               | 同時ネット |
| 沖縄県         | 沖縄テレビ（OTV）         | フジテレビ系列                               | 同時ネット |
| 大分県         | テレビ大分（TOS）         | 日本テレビ系列 フジテレビ系列                | [ 注 41 ]  |
| 宮崎県         | テレビ宮崎（UMK）         | フジテレビ系列 日本テレビ系列 テレビ朝日系列 | [ 注 42 ]  |

### 過去のネット局
いずれの局も遅れネット。
| 放送対象地域 | 放送局            | 系列           |
| ------------ | ----------------- | -------------- |
| 青森県       | 青森テレビ（ATV） | TBS系列        |
| 山梨県       | テレビ山梨（UTY） | TBS系列        |
| 徳島県       | 四国放送（JRT）   | 日本テレビ系列 |
| 山口県       | テレビ山口（tys） | TBS系列        |

## テレビアニメ
2023年4月2日から2025年3月30日までフジテレビ系列（一部除く）にて、『逃走中 グレートミッション』が放送された。

## 映画
2024年7月19日に映画『逃走中 THE MOVIE：TOKYO MISSION』が公開された。